# Egiptul Antic
Egiptul Antic a fost o veche civilizație din nord-estul Africii, care s-a dezvoltat în zonele joase de-a lungul fluviului Nil, suprafața actuală a statului modern Egipt. Civilizația  egipteană s-a format în jurul anilor 3150 î.Hr. (în conformitate cu cronologia egipteană convențională), prin unificarea politică a Egiptului de Sus și a Egiptului de Jos sub conducerea primului faraon. Istoria Egiptului antic se împarte într-o serie de regate stabile Vechiul Regat Egiptean, Regatul Mijlociu Egiptean și Noul Regat Egiptean separate prin perioade de instabilitate relativă cunoscute sub numele de perioade intermediare.
Egiptul a ajuns la apogeul puterii sale în timpul Noului Regat, în epoca faraonilor ce au purtat numele de „Ramses”, care rivaliza cu Imperiul Hitit, Imperiul Asirian și Imperiul Mitanni, după care a intrat într-o perioadă de declin lent. Egiptul a fost invadat și cucerit de o succesiune de puteri străine (canaaniți/hicsoși, libieni, nubieni, asirieni, babilonienii, perși, macedoneni și romani), în a treia perioadă intermediară și Perioada târzie. În urma morții lui Alexandru cel Mare, generalul acestuia Ptolemeu I Soter, s-a proclamat noul conducător al Egiptului. Dinastia Ptolemeică a condus Egiptul până în anul 30 î.Hr., când, sub domnia Cleopatrei, Egiptul a fost cucerit de romani și a devenit o provincie romană. 
Succesul civilizației egiptene antice a rezultat datorită capacității de a exploata eficient zonele fertile de-a lungul văii Nilului. Surplusul de recolte provenit din exploatarea inundațiilor naturale previzibile și a sistemului de irigații au facilitat dezvoltarea unui surplus de populație care a contribut la dezvoltarea socială și culturală. De asemenea, resursele alimentare bogate au putut susține exploatarea mineralelor din vale și din regiunile deșertice din jurul văii Nilului, dezvoltarea unui sistem de scriere timpuriu, dezvoltarea construcțiilor și proiectelor agricole, dezvoltarea comerțului și dezvoltarea forțelor militare necesare pentru apărare și pentru campaniile militare care au dus la afirmarea dominației civilizației egiptene în regiune. Organizarea și conducerea acestor activități a fost posibilă printr-o birocrație de elită formată din scribi, preoți și administratori sub controlul unui faraon cu puteri divine care asigura cooperarea și unitatea poporului egiptean. 
Multele realizări ale vechilor egipteni includ tehnicile de extracție a mineralelor, măsurătorile topografice, tehnicile de construcție care au facilitat construirea unor monumente grandioase precum piramidele, templele și obeliscurile; un sistem matematic și un sistem practic și efectiv de medicină, sistemele de irigații și tehnicile de producție agricolă, producția navală, tehnicile de producție a faianței și a sticlei, noi forme de literatură și primul tratat de pace cunoscut, întocmit cu Imperiul Hitit. Egiptul a lăsat o moștenire durabilă. Arta și arhitectura i-au fost preluate pe scară largă, iar antichitățile din vechiul Egipt sunt expuse în toate colțurile lumii. Ruinele sale monumentale au inspirat și îmbogățit imaginația multor scriitori și turiști timp de multe veacuri. Pasiunea pentru antichități și săpăturile arheologice din perioada modernă timpurie a dus la investigarea științifică a civilizației egiptene, punându-se bazele unei noi științe: Egiptologia.

## Istorie
Articol principal: Istoria Egiptului Antic

Fluviul Nil. Nilul are 6.695 de kilometri lungime. A fost considerat cel mai lung fluviu din lume, urmat de Amazon. Cu toate acestea, o expediție științifică a descoperit că Amazonul este de fapt cu 105 de kilometri mai lung decât Nilul, având lungimea totală de 6.800 de kilometri.

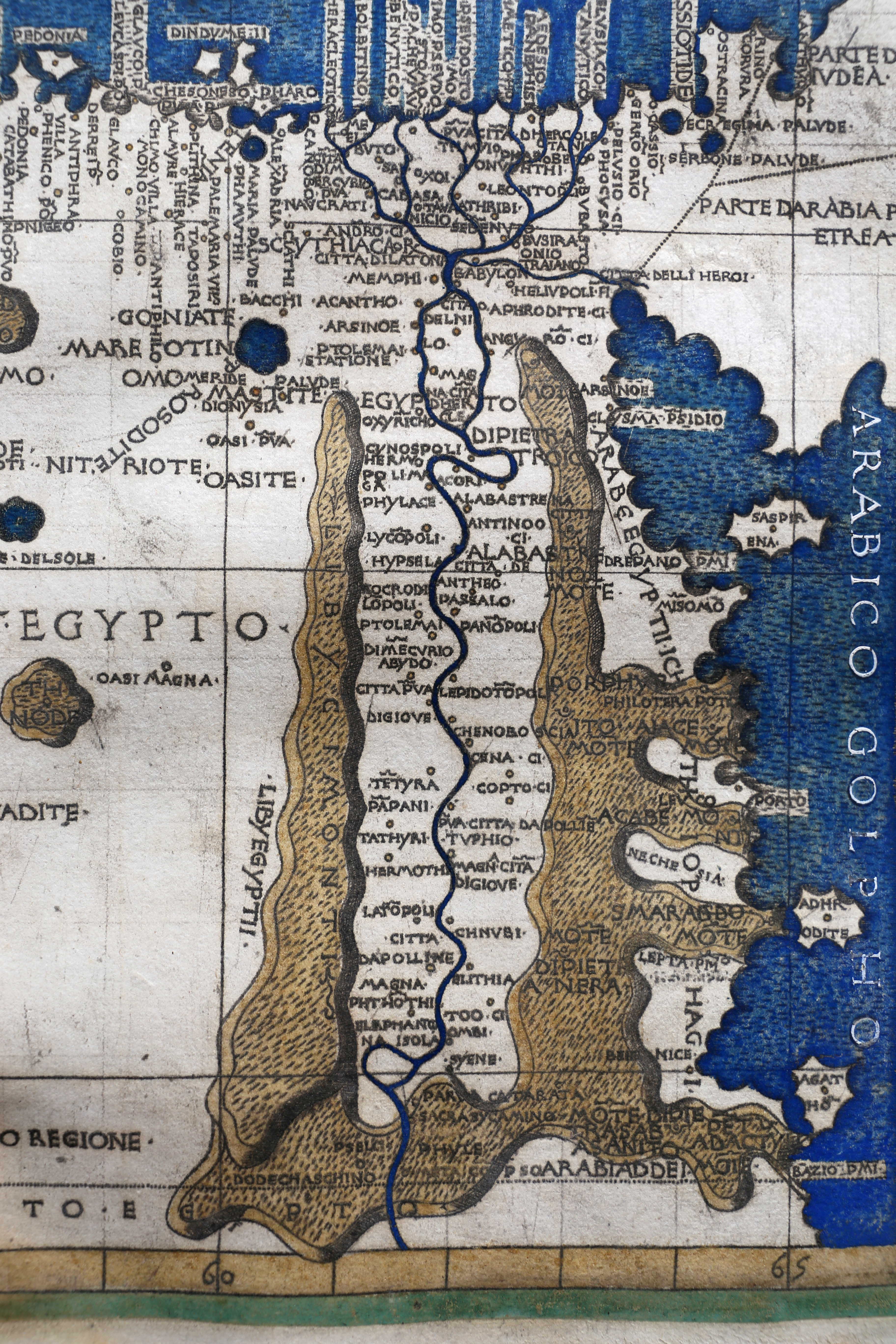
Harta Egiptului roman, ilustrată de Francesco Berlinghieri după descrierile lui Ptolemeu în lucrarea sa „Geographia” din secolul III d.Hr.

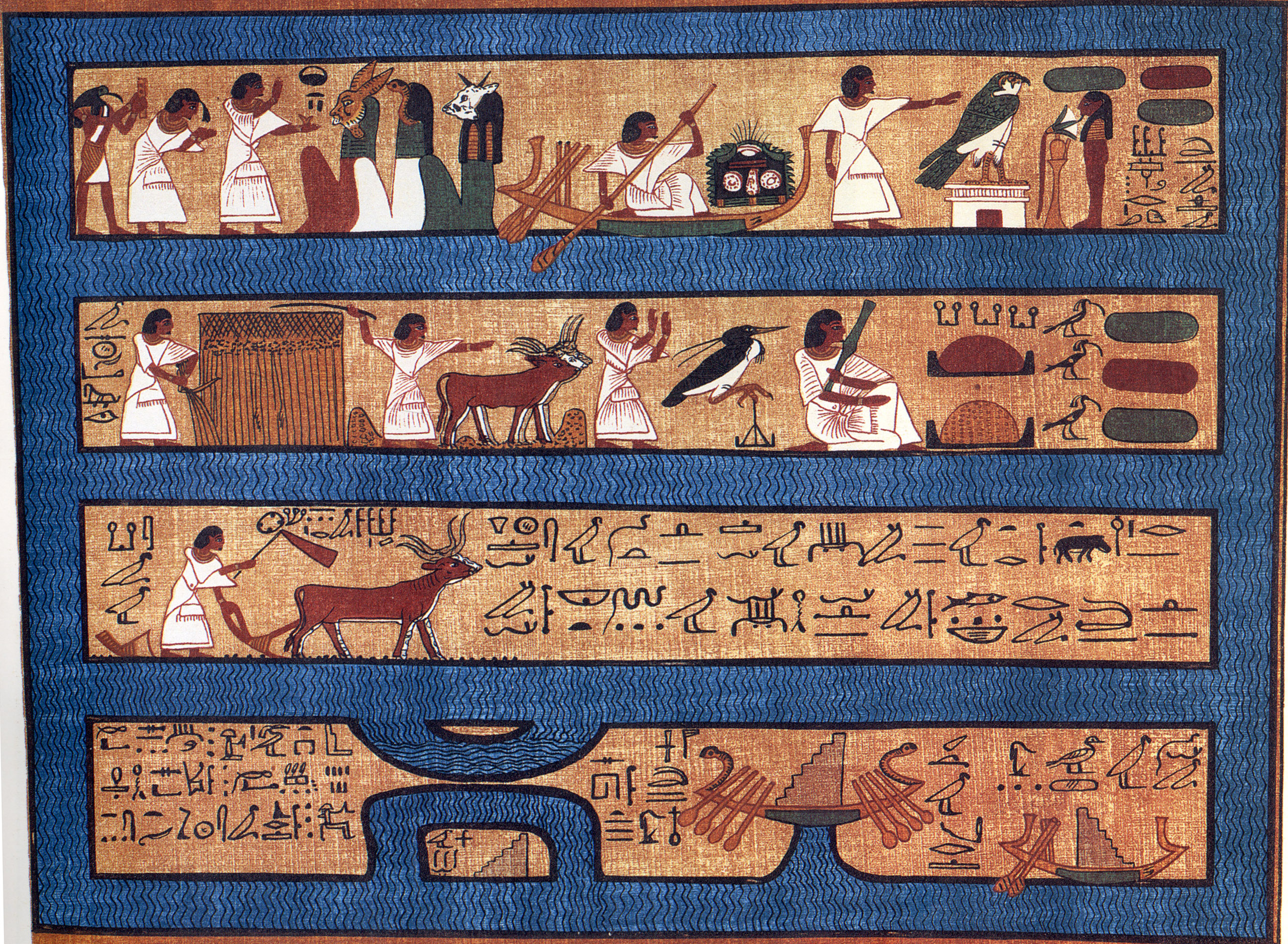
Scenă din „Cartea morților” de pe papirusul lui Ani. Ani, un scrib, este prezentat în viața de apoi că practică agricultura, se plimbă cu barca și venerează zeii pe Câmpia de stuf Aaru, un tărâm din lumea morților care reproduce cu exactitate viața din lumea celor vii, de la clima și vegetația egipteană la prezența apei.

Istoria Egiptului antic are o durată de trei milenii, cu perioade prospere care alternează cu perioadele de instabilitate. Viața la curtea faraonică a devenit tot mai haotică. După cinci secole de prosperitate pe durata Regatului Nou, au urmat șapte secole de tulburări, conduceri străine și schimbări de graniță care s-au succedat până la cucerirea romană, și în cele din urmă, cea arabă. 
Egiptul antic a avut o continuitate ieșită din comun. Civilizația egipteană a durat mai bine de trei milenii, de la apariția scrisului la răspândirea creștinismului și islamului, lucru nemaiîntâlnit în istorie decât la civilizația chineză. Stilul de viață pe malul fluviului Nil și elementele culturii egiptene au fost menținute, fiind puțin schimbate.  
Potrivit istoricului grec Herodot, „Egiptul este un dar al Nilului”. El a observat pe bună dreptate că fluviul este inseparabil de identitatea egipteană antică, deoarece fără el Egiptul nu ar fi existat. 
 
Prin urmare, era firesc ca locuitorii „Pământului Negru” să venereze Nilul ca pe un zeu important în panteonul lor, alături de Soare, cunoscut drept zeul Ra. Revărsările Nilului făceau posibilă practicarea agriculturii.  Acest zeu, cunoscut ca Hapi  putea fi capricios: dacă revărsarea era slabă și recoltele erau compromise, rezulta foamete. Se revărsa o cantitate prea mare de apă, recoltele nu doar că erau compromise, dar și orașele din apropiere erau inundate, rezultând o catastrofă.  Înainte de construirea barajului din Aswan, fermierii au trăit întotdeauna cu această frică.
A treia divinitate de mare importanță era Osiris, zeul fertilității, al vegetației și judecătorul morților de după moarte, care i-a învățat pe egipteni cum să practice agricultura. Iar a patra divinitate era Horus, zeul regalității cu cap de șoim care se manifesta prin persoana faraonului. 
Sub o administrație competentă, surplusul de cereale a fost impozitat și depozitat ca rezervă pentru anii mai puțin favorabili pentru recolte. O armată de cărturari și dregători s-a ocupat cu scrupulozitate de recolte. Acest corp de funcționari publici a constituit întotdeauna pilonul principal al puterii regale, baza bogăției și puterii țării până la începuturile industrializării din secolele XIX-XX. 
În vârful ierarhiei, era o singură autoritate: Faraonul. Monarhul egiptean își trăgea puterea direct de la zei. El este atât descendentul lor, cât și primul slujitor al zeilor, așa că autoritatea lui nu poate fi pusă la îndoială. Instituția faraonică era înainte de toate simbolul unității naționale și o condiție esențială pentru stabilitatea țării. Chiar și invadatorii străini s-au încoronat ca faraoni după ce au ocupat Egiptul, garantând continuitatea statului și dobândind legitimitatea în rândul poporului.
Pentru că destinul celui care exercită funcția regală este strâns legat de cel al Egiptului însuși. Fiecare slăbire a puterii centrale putea duce la criză. Dacă un om puternic ocupa tronul, pacea regatului era asigurată. Acest lucru ar putea explica ușurința cu care egiptenii au acceptat regi străini, atâta timp cât ei le respectau tradițiile. 

### Originile: Egiptul preistoric (acum 600.000 ani -6000 î.Hr.)
Cele mai vechi unelte umane din Egipt datează de 600.000 ani, fabricate de  hominizii din specia Homo erectus și care sunt specifice culturii Acheulean. Cele mai vechi structuri cunoscute din teritoriul ocupat de civilizația egipteană antică sunt plăci din gresie ce ar fi susținut adăposturi din piei de animale, lemne și oase. Acestea au fost descoperite la Wadi Halfa, Sudan, care datează de 100.000 ani, construite de vânător-culegători. 
Acum 30.000 - 40.000 ani, alte culturi de vânător-culegători din ultima specie hominidă rămasă în viață până azi (Homo sapiens), dezvoltau unelte din piatră, oase de animale și hematit, fiind descoperite vârfuri de săgeți asemănătoare cu cele ale nativilor americani. 
Cele mai cunoscute culturi ale Mezoliticului din Egipt au fost Halfan ,  Qadan   ,  Sebilian    și Harifian. 
Cultura Qadan (13.000–9.000 î.Hr.) a fost o industrie mezolitică care colecta ierburi sălbatice și cereale. Populația ar fi făcut eforturi sistematice a uda și îngriji vegetația locală, dar cerealele nu erau plantate în mod ordonat. 
Aproximativ douăzeci de situri arheologice din Nubia Superioară oferă dovezi pentru existența culturii de măcinare a cerealelor. 
Tranziția dintre Mezolitic și Neolitic în Valea Nilului este puțin cunoscută: nu există aproape nicio ocupație umană cunoscută pentru această regiune în perioada dintre 23.000 și 11.000 î.Hr.  
Pentru mileniul al IX- lea  î.Hr.  î.Hr., prezența umană este atestată la Nag el-Bousa din Egiptul de Sus (lângă Nag Hammadi). Din 7000 până în 6700/6500 î.Hr., s-a dezvoltat cultura El Kab,  iar cultura Qaroun în Fayoum. 
În jurul anilor 10.000 - 8000 î.Hr., Sahara nu era un deșert. În timpul Marelui Holocen Umed, Sahara centrală și Libia erau pline de lacuri, de faună bogată și o floră abundentă, iar precipitațiile erau generoase. Sahara era un paradis verde pentru vânător-culegători care au ales să renunțe la stilul de viață nomadă și să culeagă cereale sălbatice.
Dar în jurul anilor 6000 î.Hr.,temperatura a crescut, Sahara s-a deșertificat, iar populațiile umane au emigrat spre est, către singura sursă de apă din regiune - Nilul. 
Primele culturi neolitice s-au dezvoltat mai întâi în deltă (Cultura Mérimdé ) și în Fayoum (Fayoum A).

### Epoca predinastică

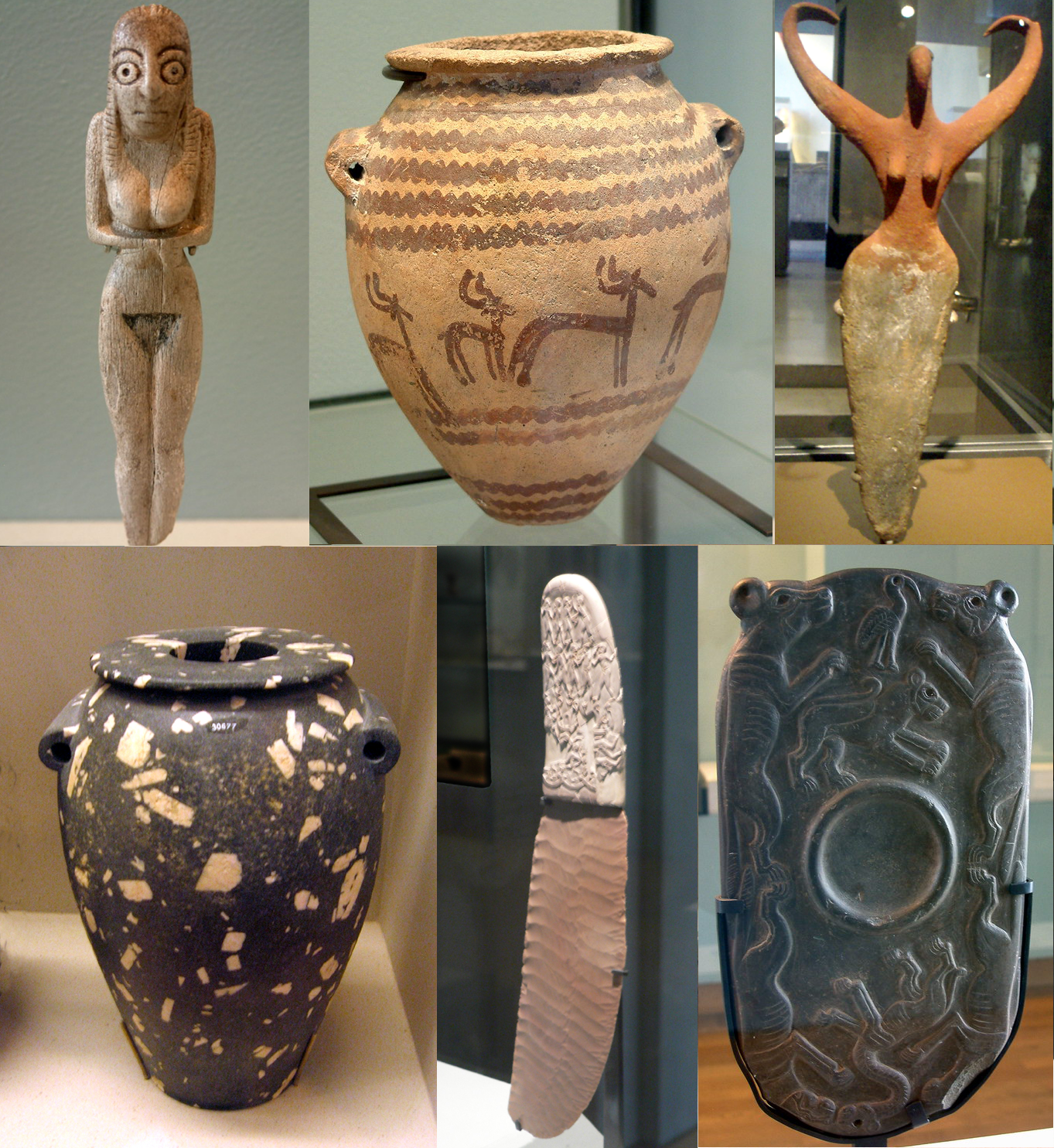
Obiecte predinastice

Acum aproximativ 7500 de ani, triburile mici care trăiau în valea Nilului au dezvoltat o serie de culturi care au demonstrat un control ferm al agriculturii și creșterii animalelor, asupra tehnicilor de olărit și producerii obiectelor personale, cum ar fi pieptenii, brățările și colierele. Cea mai mare dintre aceste culturi timpurii a fost în Egiptul de Sus(Sud), denumită cultura  Badari care, probabil, își avea originea în Deșertul de Vest, fiind  cunoscută pentru ceramica de înaltă calitate, uneltele de piatră   și utilizarea  cuprului.
Stilul de viață al badarienilor se baza pe agricultură, pescuit și creșterea animalelor. Artefacte străine indică legături cu populații îndepărtate (până în Siria). În această perioadă apar  mobila, vasele decorate, tacâmurile, pieptenele și figurinele. Existența stratificării sociale este dedusă din descoperirea mormintelor membrilor înstăriți ai comunității într-o anume secțiune a cimitirelor.
Ritualurile funerare în epoca badariană nu diferă prea mult de cele de la Merimide și  El-Omari, dar în cultura de la Nagada aceste ritualuri evoluează repede. Atunci când coliba devine dreptunghiulară în locul celei ovale sau circulare, mormântul devine și el dreptunghiular și se menține astfel în toată perioada predinastică. În același timp groapa este căptușită cu cărămidă nearsă, lucrându-se un fel de cavou care are chiar bolți și celule laterale în care se așază alimente, apoi o scară de coborâre în cavou. Cadavrul nu a mai fost învelit în piei de animale sau în pânză, ci așezat mai întâi într-un fel de coș lucrat din nuiele, apoi într-un adevărat sarcofag, coșciug lucrat din pământ ars în foc ca un vas de argilă, dar cel mai des într-un coșciug lucrat din scânduri. Alături de cadavru se depuneau numeroase vase de ceramică sau de piatră. Cea mai mare parte dintre defuncți erau culcați pe o parte, în poziția fetală (cu picioarele la piept), cu capul către sud, dar fața întoarsă către răsărit (ca în epoca faraonică).
Cultura Badari a fost urmată de culturile Amratian (Naqada I) și Gerzeh (Naqada II)   , care au adus o serie de îmbunătățiri tehnologice. Încă din perioada  Naqada I, egiptenii predinastici au  importat  obsidian din Etiopia, folosit pentru a modela lame și alte obiecte pentru cioplit. 
Cultura  Naqada  apare în jurul anului 4500 î.Hr., constând în vase ceramice cu forme geometrice, umane și animale atât pictate cât și sculptate. Forma vaselor a devenit specializată în funcție de loc, precum modelele de case dreptunghiulare (incluse în elementele funerare).
Există dovezi că alchimiștii egipteni au descoperit mortarul în jurul  anilor 4000 î.Hr. prin una din cele mai vechi reacții chimice cunoscute (acidul de calciu).
În perioada Naqada II, există dovezi precoce de contact cu Orientul Apropiat, în special cu coasta Canaanului și Byblosului.  De-a lungul unei perioade de aproximativ 1.000 de ani, în timpul culturii Naqada, s-au dezvoltat  câteva mici comunități agricole care au evoluat într-o civilizație puternică, ai cărei lideri au deținut controlul complet asupra  oamenilor și resurselor din valea Nilului. Stabilirea unui centru de putere la Hierakonpolis, iar mai târziu la Abydos, liderii din timpul perioadei Naqada III au extins controlul spre nordul Egiptului de-a lungul Nilului. De asemenea, au practicat negoț cu Nubia la sud, cu  oazele de deșert de la vest și culturile din estul Mediteranei și Orientului Apropiat la est. Mormintele regale nubiene  și artefactele de la  Qustul poartă cele mai vechi exemple cunoscute de simboluri egiptene dinastice, cum ar fi coroana albă a Egiptului de Sus  și șoimul. 
Cultura Naqada a produs  o serie  variată de bunuri materiale, reflectând creșterea puterii și bogăției elitei, precum și producerii de obiecte de uz personal, care au inclus piepteni, statui mici, ceramică pictată  de înaltă calitate, vase de piatră decorative, palete cosmetice  și bijuterii din aur, din lapis lazuli și din fildeș. Ei au dezvoltat de asemenea  faianța, care a fost folosită și în perioada romană, pentru a decora căni, amulete și figurine.  În ultima fază predinastică, cultura Naqada  a  început să utilizeze simboluri scrise, care în cele din urmă au evoluat într-un sistem complet de hieroglife pentru a scrie limba Egiptului antic.

### Perioada Dinastică Timpurie/ Epoca thinită
Articol principal: Perioada Dinastică Timpurie a Egiptului

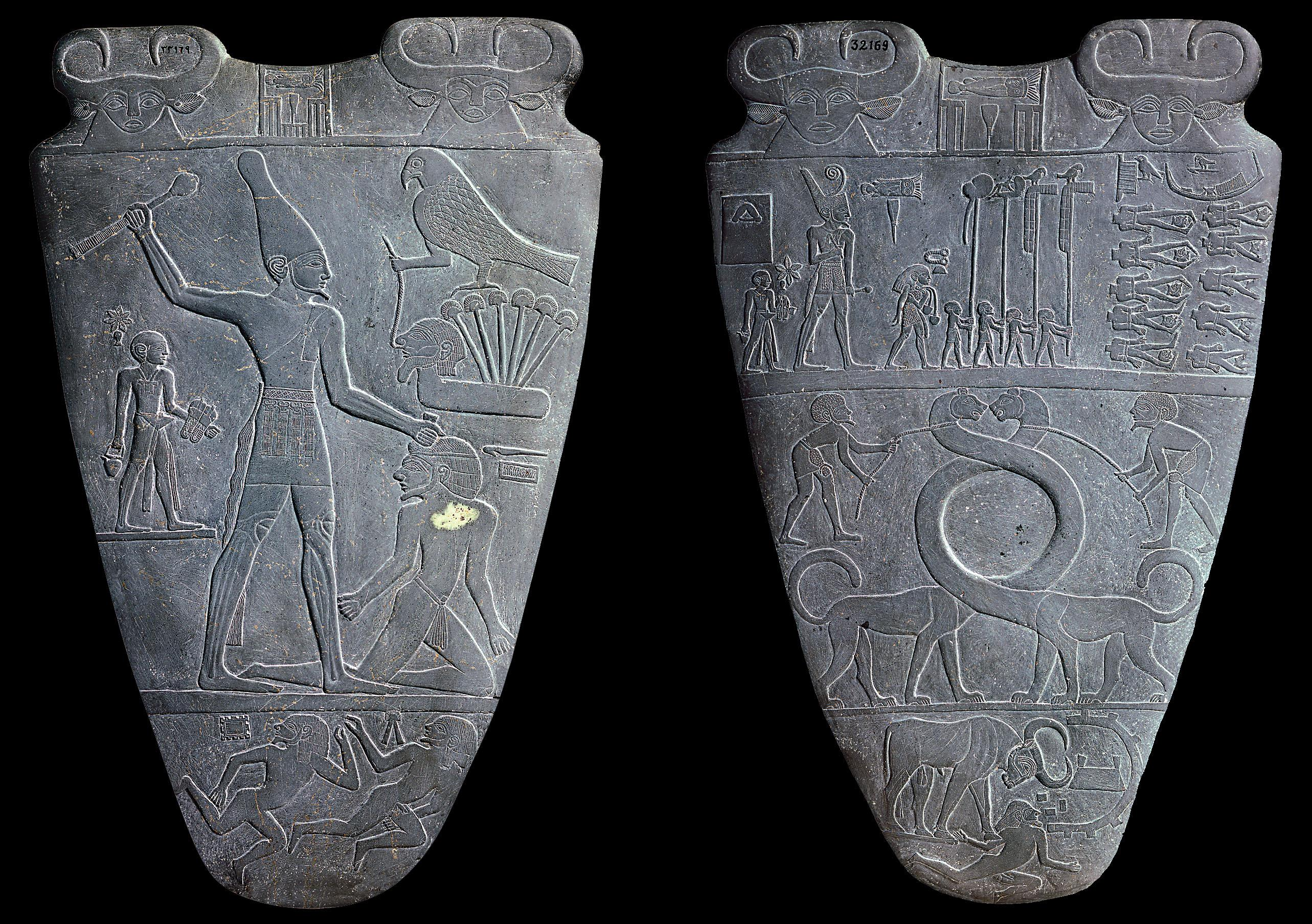
Paleta lui Narmer

Această epocă este numită și  thinită după numele orașului  Thinis, din apropiere de Abydos unde s-au găsit, la sfârșitul veacului al XIX-lea, numeroase obiecte marcate cu cartușul regilor din aceste dinastii. Epoca thinită cuprinde primele două dinastii ale Egiptului (din lista dinastiilor ce ne-a fost lăsată de Manethon, un preot egiptean care a trăit în secolul al III-lea înaintea erei noastre).
După anul 3600 î.en., societatea și cultura neolitică egipteană de-a lungul fluviului Nil s-a bazat pe agricultură și creșterea animalelor.  
Societatea egipteană a început să se dezvolte  și să avanseze rapid spre stadiul de  civilizație rafinată. 
Un nou tip   distinct de ceramică care a fost înrudită cu ceramica din sudul Levantului, apare în această perioadă. Folosirea pe scară largă a cuprului a devenit comună în acest timp.  Procesul uscării   cărămizilor  la soare preluată de la sumerieni, inclusiv utilizarea arcului și pereților încastrați pentru elemente decorative, au devenit populare.  
Concomitent cu producerea acestor bunuri culturale, un proces de unificare a societăților și orașelor  din Egiptul de Sus  a avut loc. În același timp, societățile din Delta Nilului, sau Egiptul de Jos au suferit, de asemenea, un proces de unificare. Conflicte dintre Egiptul de Sus și de Jos au avut loc de multe ori. Practicile funerare ale țăranilor au fost similare cu cele din timpurile predinastice, pe când riturile funerare ale nobililor au devenit tot mai luxoase. Astfel, egiptenii au început să construiască  mastabale. Centralizarea culturii cerealelor a  contribuit la succesul civilizației egiptene pentru următorii 800 ani.
Egiptul a devenit unitar și ca un domeniu cultural și economic cu mult înainte ca  primul rege să se urce pe tron în orașul Memphis din Egiptul de Jos. Procesul de unificare a durat multe secole. Unificarea politică s-a desfășurat treptat, probabil, pe o perioadă de un secol, astfel încât districtele locale au stabilit rețele de comercializare pentru a organiza agricultura pe o scară mai largă, regalitatea divină a  luat amploare spirituală, iar cultul zeilor ca Horus, Set și Neith a luat naștere.
În această perioadă, sistemul de scriere egiptean a fost dezvoltat în continuare. Scrisul inițial egiptean a fost compus în principal din câteva simboluri ce denotă cantități de diverse substanțe. Până la sfârșitul celei de-a treia dinastii, acesta a fost extins pentru a include mai mult de 200 de simboluri, cât și fonograme  și ideograme.
Sacrificiul uman a fost practicat ca parte a ritualurilor funerare dedicate tuturor faraonilor din prima dinastie.  Este clar demonstrat prin existența osemintelor umane îngropate lângă mormântul fiecărui  faraon  precum și a animalelor sacrificate pentru înmormântare. Mormântul lui Djer este asociat cu morminte de 338 persoane.       Oamenii și animalele sacrificate, ca  măgarii, erau așteptați pentru a-l servi  pe faraon în viața de apoi. Din motive necunoscute, această practică s-a încheiat la sfârșitul primei dinastii, când figurinele shabtii au luat   locul persoanelor reale pentru a-l servi pe  faraon în viața de apoi.
În secolul al III-lea î.e.n., preotul egiptean   Manetho  a grupat lista lungă a faraonilor de la Menes la timpul său în 30 dinastii, un sistem folosit și astăzi.  El a ales să înceapă istoria oficială cu regele numit " Meni " (sau Menes în limba greacă), despre care se credea că au unit cele două regate ale Egiptului de Sus și de Jos (în jurul 3100 î.e.n.).  
Unii cercetători cred că miticul Menes ar fi de fapt faraonul Narmer, care este înfățișat pe o paletă purtând ambele coroane, participând la un ceremonial ce pare să reprezinte un act simbolic de unificare. În perioada timpurie a dinastiei I, primii faraoni au  consolidat controlul asupra Egiptul de Jos prin stabilirea unei capitale  la Memphis, de unde se putea controla forța de muncă și regiunea  Deltei fertile, precum și rutele comerciale profitabile spre Levant. Puterea în creștere și bogăția  faraonilor în primele două dinastii s-au reflectat în mormintele lor - Mastabale,  și structurile de cult mortuare de la Abydos, care au fost utilizate pentru a sărbători  divinizarea faraonului după moartea sa. Puternica instituție de domnie dezvoltată de către faraoni  a servit pentru a legitima controlul de stat asupra terenurilor, forței de muncă  și asupra resurselor care au fost esențiale pentru supraviețuirea și dezvoltarea civilizației egiptene antice.

### Regatul Vechi

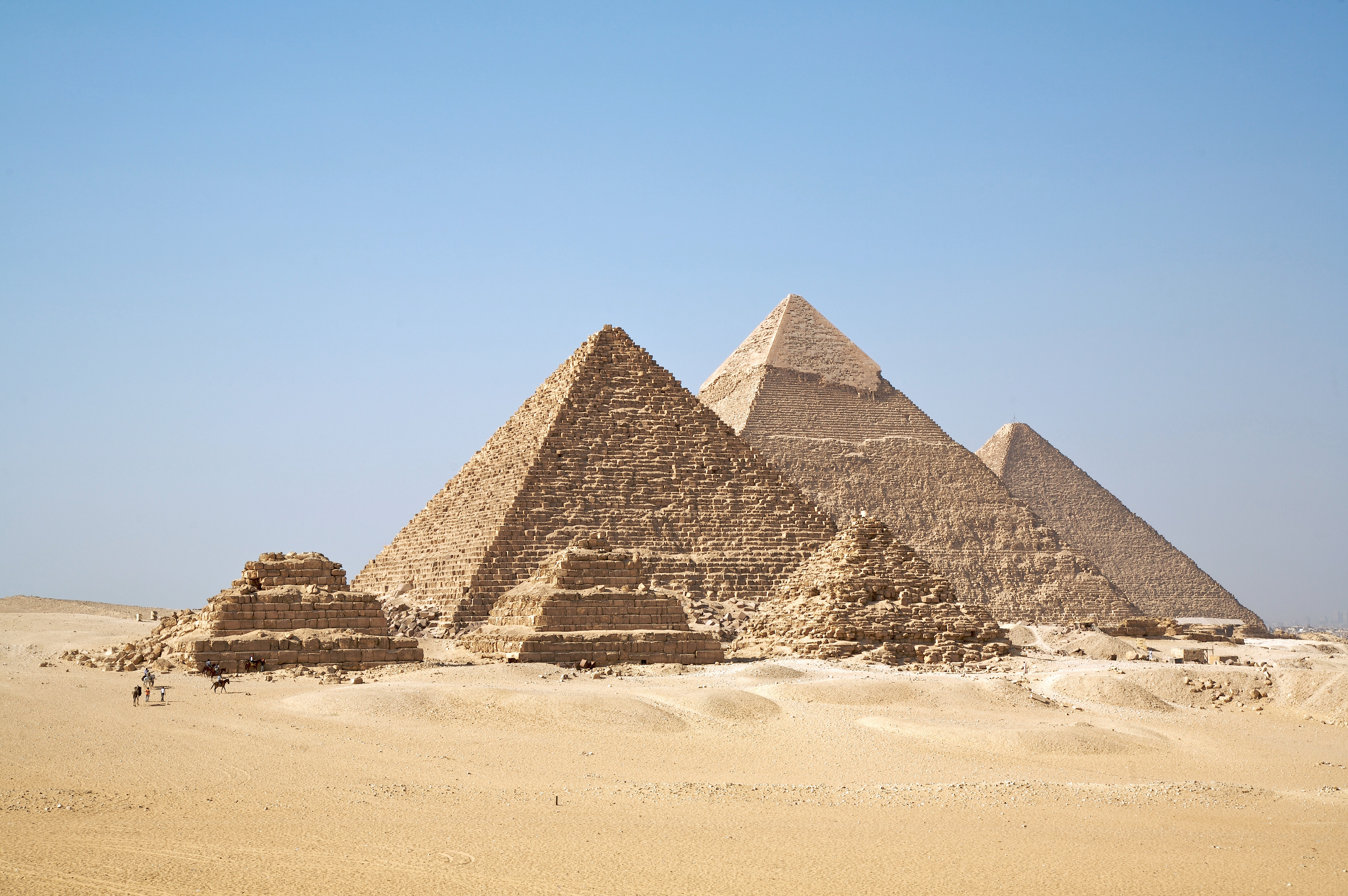
Piramidele de la Giza

Progrese majore în arhitectură, artă   și tehnologie au fost făcute în timpul Vechiului Regat, alimentate de productivitatea agricolă   crescută  printr-o administrație centrală bine dezvoltată. Unele dintre vechi realizări ale Egiptului, Piramidele din Giza și Sfinxul, au fost construite în timpul Vechiului Regat. Sub supravegherea vizirului, funcționarii de stat colectau taxele, coordonau  proiectele de irigații pentru a îmbunătăți randamentul culturilor, organizau țăranii pentru proiectele de construcții  și stabileau un sistem de justiție pentru a menține pacea și ordinea.
Împreună cu importanța tot mai crescută a  administrației centrale a apărut o nouă clasă de scribi educați și oficiali. Faraonii făceau  donații de pământ cultelor lor mortuare și templelor locale pentru a se asigura că aceste instituții vor a avea resurse pentru a se închina faraonului după moartea sa. Se crede că după cinci secole de astfel de practici, puterea economică a faraonului s-a erodat și economia nu mai putea permite să sprijine o administrare centralizată mare.  Pe măsură ce puterea  Faraonului s-a diminuat, nomarhii locali au  început să conteste supremația faraonului. Aceasta, împreună cu secetele severe, între 2200 și 2150 î.e.n., au cauzat intrarea țării  într-o perioadă de 140 de ani de foamete și lupte civile cunoscute sub numele de prima perioadă intermediară.

### Prima perioadă intermediară
După ce guvernul central a Egiptului s-a prăbușit la sfârșitul Vechiului Regat, administrația nu a mai putut susține sau   stabiliza economia țării. Guvernatori regionali nu au putut să se bazeze pe rege pentru ajutor în vremurile de criză, și ca urmare a crizei alimentare și disputelor politice,  s-a degenerat la foamete. anarhie și războaie civile la scară mică. Totuși, în ciuda problemelor dificile, liderii locali,  pentru că nu mai aduceau niciun  tribut  Faraonului, își foloseau independența lor dobandita pentru a  stabili o cultură înfloritoare în provincie. Preluând controlul resurselor proprii, provinciile au devenit din punct de vedere economic mai bogate, un fapt demonstrat în mormintele tot mai mari. Artizanii provinciale au adoptat  și adaptate motivele culturale anterior limitate  de Vechiul Regat, iar cărturarii au dezvoltat noi stiluri literare.  
Conducătorii locali au început să concureze   pentru controlul teritorial și puterea politică. De 2160 î.en., conducătorii din Herakleopolis au controlat Egiptul de Jos  , în timp ce un clan rival cu sediul la Teba, familia Intef   a preluat controlul Egiptului de Sus .Când familiei Intefi i-a crescut  puterea și și-a extins controlul lor spre nord, o ciocnire între cele două dinastii rivale a devenit inevitabilă. În jurul anului 2055 î.en., forțele Tebanilor nordice sub Nebhepetre Mentuhotep al II-lea, au învins în cele din urmă conducătorii Herakleopolitanieni, reunind cele două țări și inaugurând o perioadă de renaștere economică și culturală cunoscută sub numele de Regatul Mijlociu.

### Regatul Mijlociu

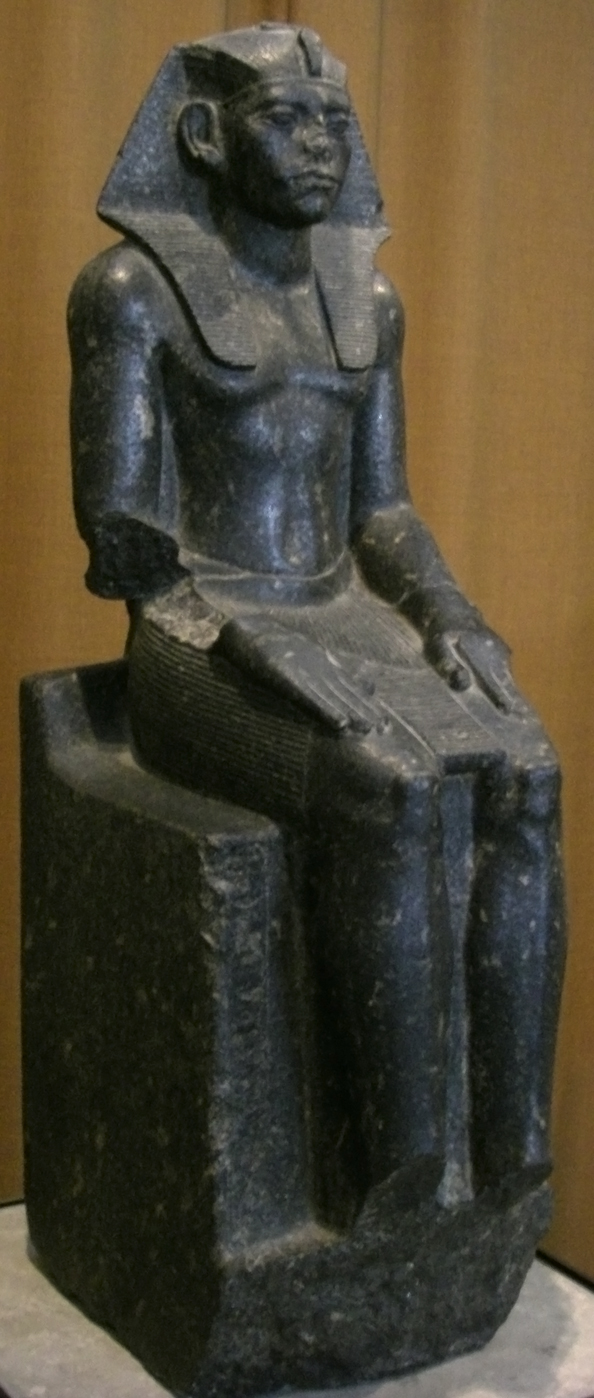
Amenemhat III

Faraonii din Regatul de Mijloc au restaurat prosperitatea și stabilitatea țării, stimulând astfel o renaștere a artei, literaturii  și proiectelor de construcții monumentale.  Mentuhotep al II-lea și succesorii  dinastiei a  Xl-lea au condus din Teba, dar vizirul Amenemhat I, la asumarea regalității la începutul dinastiei a XII-a în  1985 î.en., a  mutat capitala  țării  în orașul  Itjtawy situat în Faiyum. Faraonii  dinastiei a XII-a s-au implicat într-o serie de  îmbunătățiri funciare  și construirea unui sistem de irigații pentru a crește producția agricolă în regiune. Mai mult decât atât, pe teritoriul militar recucerit,  Nubia,  bogată în cariere și mine de aur,  muncitorii au construit o structura defensiva în Delta de  Est, numită " Zidul Conducătorilor ", pentru a se apăra împotriva atacurilor externe.  
Având securitate   militară și politică și marea bogăție agricolă și minieră,  arta  și religia au înflorit. Spre deosebire de  atitudinea elitistă a  Vechiului Regat față de zei, Regatul Mijlociu a cunoscut o creștere în expresii de pietate personală și ceea ce ar putea fi numit o democratizare   vieții de apoi, în care toți oamenii posedau un suflet și   puteau fi bineveniți în compania zeilor după moarte. Literatura Regatului Mijlociu  prezenta  teme sofisticate și caractere scrise într-un nou stil încrezător, elocvent, reliefat si portretizat  într-o perioadă ce  captat  detaliile subtile, individuale, care au atins noi culmi de perfecțiune tehnică.  
Ultimul mare rege al Regatului Mijlociu, Amenemhat III, a permis coloniștilor semiți și canaaniți din Orientul Apropiat să vină în regiunea Deltei pentru a se angaja ca  forță de muncă   pentru minerit  și în proiectele de constructii ambițioase .  Cu toate acestea,   inundațiile grave ale Nilului au încordat  economia și a precipitat declinul lent în a doua perioadă intermediară în timpul dinastiilor   XIII- XIV. În timpul acestui declin, coloniștii canaaniți au început să preia controlul regiunii Deltei, în cele din urmă venind la putere în Egipt, ca Hyksoși.

### A II-a perioadă intermediară

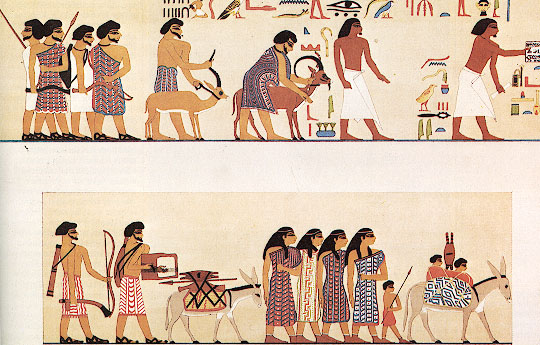
Populatii semitice

Ostașii mercenari hicsoși au primit de la nomarhi mari loturi de pământ și puteau să se grupeze mai temeinic în cete și formații militare care să cucerească treptat orașele și nomele.
Cunoaștem nume de regi hicsoși și ele par a fi de origine hurită, ceea ce arată că era o populație amestecată pentru că, după alte monumente, aceste nume par a fi semite.
În Egiptul de Jos hicsoșii își clădesc un mare oraș fortificat, Avaris, în partea de răsărit a Deltei, unde era adorat zeul Seth, al răului și al dezordinii.
Lupta pentru izgonirea hicsoșilor începe de la Teba unde regele de acolo, Kames pornește război contra lor și împotriva sfaturilor primite de la dregătorii săi.  Succesorul său, Ahmosis I, este cel care îi învinge pe hicsoși pe deplin și îi izgonește din Deltă.
Pe de altă parte influențele exercitate de cultura egipteană asupra civilizațiilor mediteraneene apărute mult mai târziu și în strânsă legătură cu Valea Nilului, constituie actualmente obiectul studiilor multor învățați. Aceste studii vor elucida relațiile dintre Egipt și civilizațiile din lumea Mediterană care au avut atât de mult de împrumutat de la țara faraonilor în artă, literatură, religie și filozofie.

### Regatul Nou

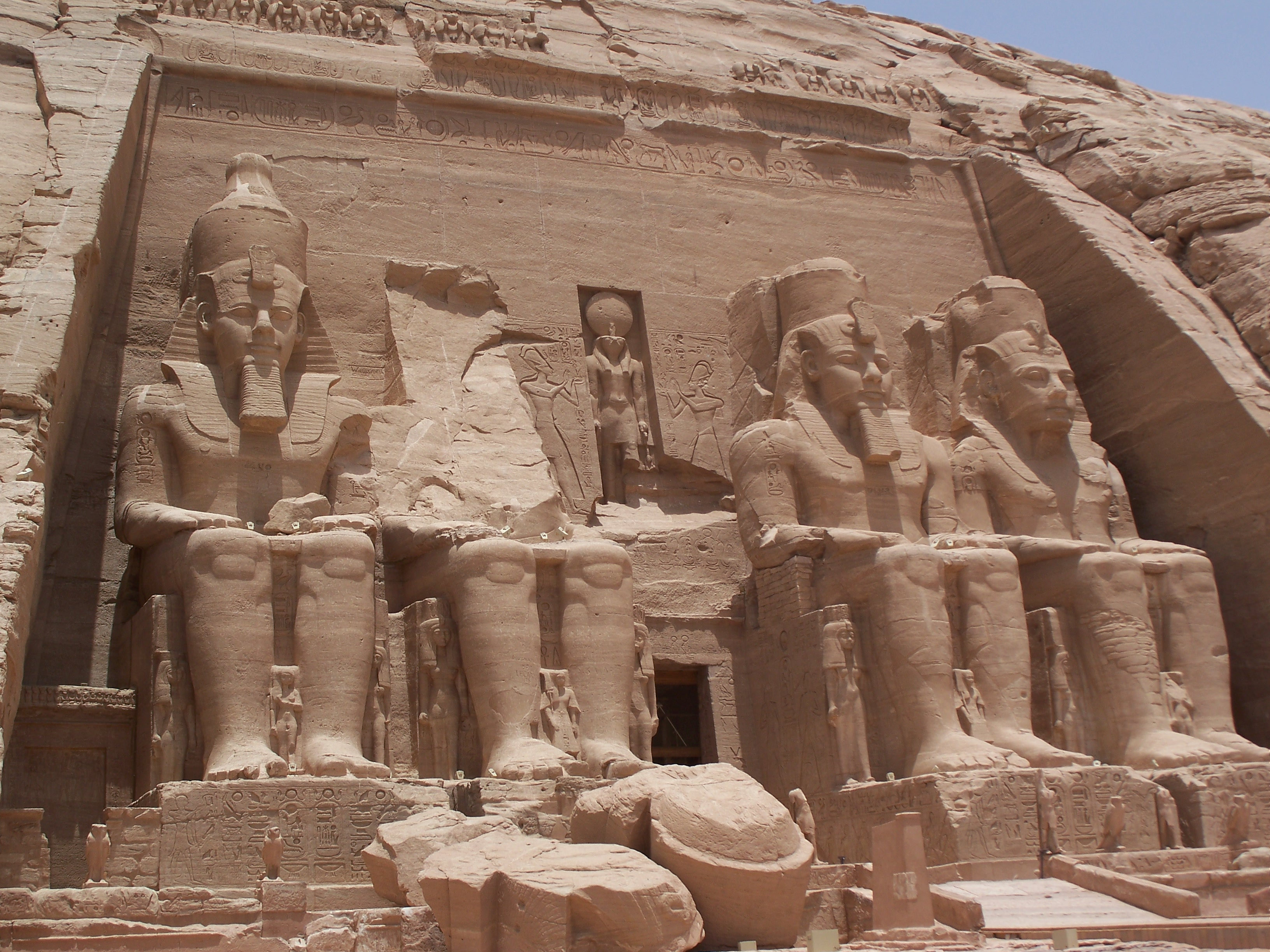
Abu Simbel

Regatul Nou (1550-1070 î.en.) sau Imperiul este cea mai înfloritoare epocă din istoria Egiptului, cu cei mai faimoși conducători. Arta și spiritualitatea atinge apogeul, iar țara dobândește cea mai mare întindere, prin cuceriri. Locul complexelor funerare regale este mutat în sud, pe partea opusă Thebei, într-o zonă de dealuri stâncoase, pe malul vestic al Nilului, în Valea Regilor.
Regatul Nou a stabilit o perioadă de prosperitate fără precedent de securizarea a frontierelor   și consolidarea legăturilor diplomatice cu vecinii lor, inclusiv Imperiul Mitanni, Asiria, și Canaan. Campanii militare purtate sub Tuthmosis I și nepotul lui, Tuthmosis al III-lea, au  extins influența faraonilor la stadiul de   mare imperiu. Între domniile lor, Hatshepsut a promovat  pacea și a extins rutele comerciale și expediții în noi regiuni. Când Tuthmosis III a murit în 1425 î.en., Egiptul era  un imperiu care se întindea de la Niya din nord-vestul  Siriei până la a patra cascada a Nilului, în Nubia, cimentând loialitatea și deschiderea accesului la importuri , cum ar fi  bronz și lemn.
Printre cei mai reprezentativi faraoni ai acestor timpuri sunt celebra femeie-faraon Hatchepsut, Amenhotep III, cel care a înălțat nenumărate temple și palate, Akhenaton, faraonul reformator, și dinastia ramesizilor, cu Ramses II, cel care a extins cel mai mult printr-o politică militară activă frontierele statului și a rămas celebru pentru bătălia de la Kadesh cu hitiții pentru controlarea Siriei.
Ramses II a construit monumente mărețe precum Marele Coridor din templul lui Amon de la Karnak și multe dintre templele de la Abu Simbel, statuile de aici ale faraonului având dimensiuni uriașe.
Bogăția Egiptului a devenit o țintă tentantă pentru invazii, în special pentru berberii libieni de la vest, și pentru popoarele Mării, o confederație puternică de pirați în mare parte grecești, luwieni și fenicieni / canaaniți din Marea Egee. Inițial, forțele egiptene au reușit să respingă aceste invazii, dar Egiptul a pierdut în cele din urmă controlul asupra teritoriilor sale rămase din sudul Caananului, mare parte din ea fiind preluată de   asirieni. Impactul  amenințărilor externe a fost agravat  de probleme interne, cum ar fi corupția, jefuirea mormintelor și tulburările civile. După recâștigarea puterii, marii preoți Templului lui Amun din Teba au acumulat  suprafețe mari de teren și bogăție și puterea lor extinsă a  scindat țară în a treia perioadă intermediară.

### A Treia Perioadă Intermediară
După această perioadă de apogeu, din cauza luptelor dintre faraoni și cler, ajuns din ce în ce mai puternic, la începutul Dinastiei XXI (1070 î.Hr.) Egiptul intră într-o nouă perioadă de tranziție, A Treia Perioada Intermediara, care durează până în 712 î.Hr.. Această perioadă este marcată de rivalități interne și de prezența libiană în Egipt. Ea se continuă cu Dinastia XXV kushită (nubiană) și prezența străina în Egipt se accentuează.

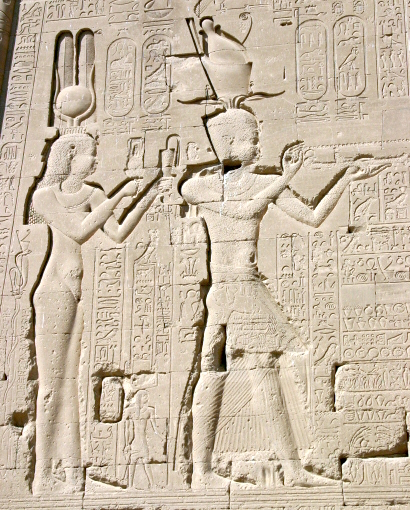
Cleopatra si Cesarion

### Perioada târzie
După dominația assiriană, urmează ocupația persană (525 î.Hr.), iar în 332 î.Hr. Egiptul este ocupat de macedoneni, care în 305 î.Hr. instaurează Dinastia Ptolemeilor. Cleopatra VII (ultimul faraon) se sinucide după înfrângerea trupelor sale de către romani, la Actium în 31 î.Hr.. Anul următor Egiptul devine parte a Imperiului Roman.

## Guvernarea și economia

### Administrare și comerț

Faraonul cu coroana dubla

Faraonul era  monarhul absolut al țării și, teoretic, deținea  controlul complet al terenurilor și resurselor Egiptului. Regele era comandantul militar suprem și șef al guvernului, bazat pe o birocrație de funcționari pentru gestionarea afacerilor sale. Al doilea la comandă era vizirul, care avea rol administrativ, care acționa în calitate de reprezentant al regelui și coordona inspecția terenurilor, trezoreriei, proiectelor de construcție, sistemului juridic și arhivelor. La nivel regional, țara a fost împărțită în 42 regiuni administrative numite nome, fiecare guvernată de un nomarh, care era responsabil în fața vizirului pentru jurisdicția sa.
Templele formau  coloana vertebrală a economiei. Nu numai că erau case de cult, dar au fost, de asemenea, responsabile pentru colectarea și stocarea bogăției țării într-un sistem de hambare și trezorerii  administrate de supraveghetori, care redistribuiau cereale și produse.   
O mare parte a economiei a fost organizată la nivel central și strict controlată. Cu toate că vechii egipteni nu au folosit moneda până în perioada târzie, ei au utilizat trocul , care consta în  saci standard de cereale și  unitatea de Deben, o greutate de aproximativ 91 de grame   de cupru sau argint, formând un numitor comun. Lucrătorii erau   plătiți în cereale, un muncitor simplu  putând câștiga 5 ½ de saci (200 kg sau 400 kg) cu cereale pe lună, în timp ce un șef de echipă   putea câștiga 7 ½ saci cu cereale (250 kg sau 550 kg)pe lună. Prețurile erau fixate în întreaga țară și înregistrate pe liste pentru a facilita tranzacționarea, de exemplu, un veșmânt costa cinci debeni din cupru, în timp ce o vacă costa 140 debeni. Cerealele   puteau fi schimbate cu alte produse, conform listei prețurilor fixate.  Din secolului V î.en., moneda a fost introdusă în Egipt din străinătate, provenită de la greci și romani. La început, monedele au fost folosite ca piese standardizate din metal prețios, mai degrabă decât bani  adevărați, dar în secolele următoare comercianții internaționali care veneau tranzicționau în monede.

### Ierarhia

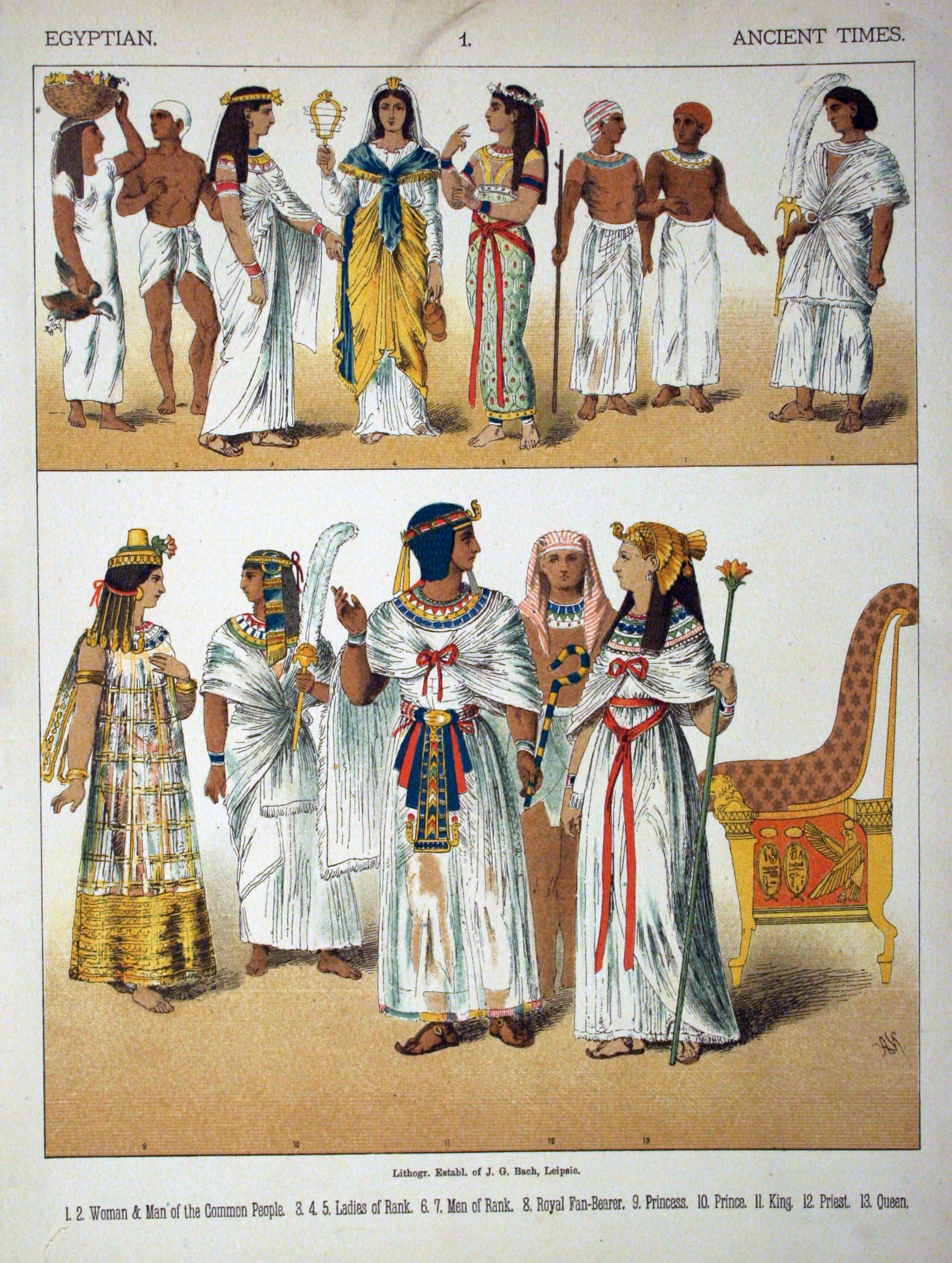
Nobili si preoti

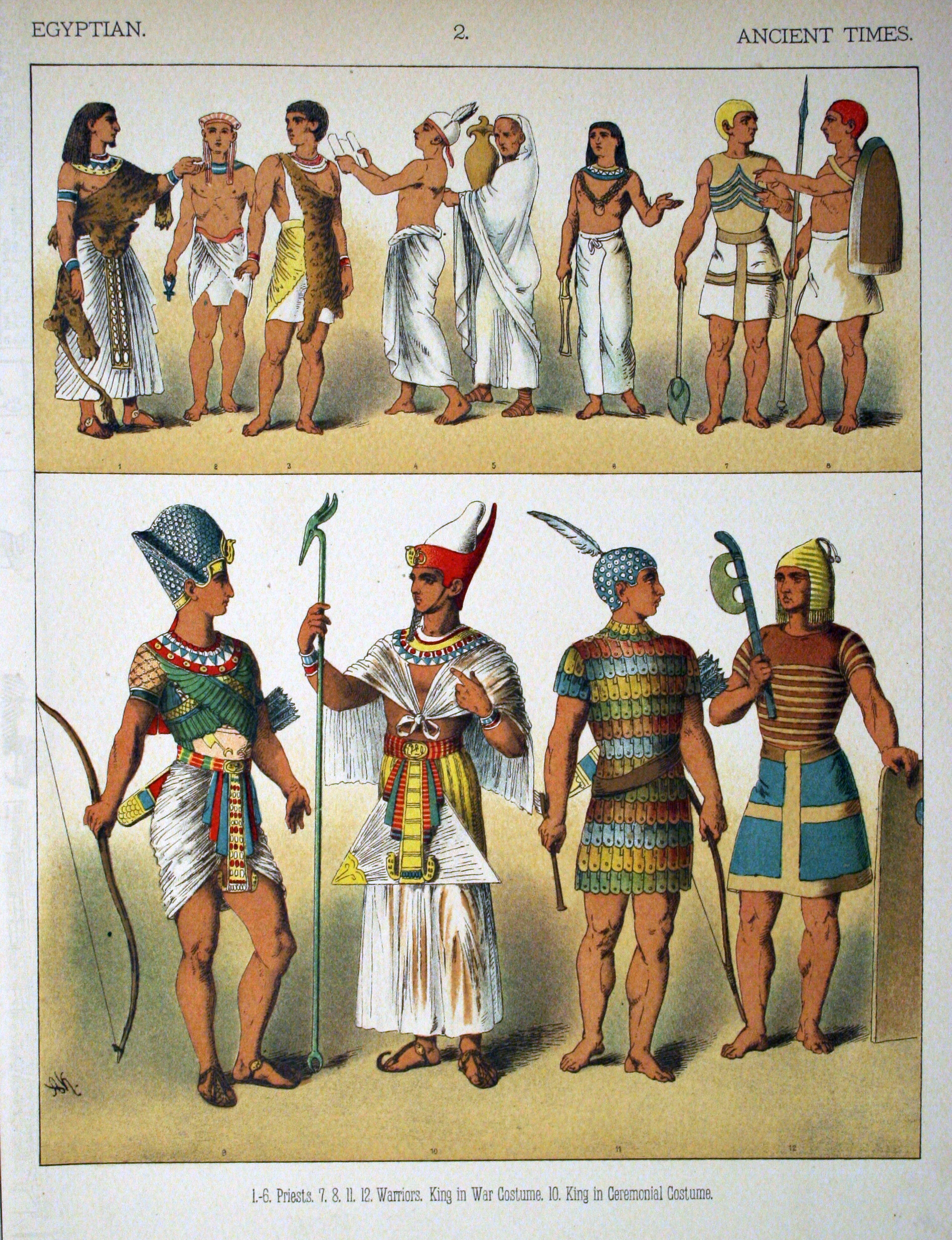
Nobili, razboinici si preoti

Societatea egipteană a fost extrem de stratificată. Fermierii au constituit cea mai mare parte a populației, dar produsele agricole erau deținute direct de către stat, temple  sau de o  familie nobilă care deținea pământul.
Fermierii erau supuși unui sistem de  muncă forțată    și neplătită impusă de stat   pentru executarea unor lucrări la proiecte publice, fiind nevoiți  să lucreze la proiectele de irigații sau de construcții. Chiar și așa, și cel mai umil țăran avea dreptul de a adresa petiții vizirului și curții.
Artiști și meșteșugari aveau un  statut mai înalt decât fermieri, dar  și aceștia se aflau sub controlul statului, lucrând în atelierele de  lângă temple și plătiți direct de la trezoreria statului. 
Cărturarii și oficiali formau   clasa superioară în Egiptul antic, așa-numita "clasă  de kilt alb", cu referire la veșmintele lor de in albit, care reprezentau un semn al rangului lor    .   Clasa superioară își afișa  vizibil statutul lor social în artă și literatură. Nobilimea mai era formată din preoți, medici și ingineri calificați și specialiști în domeniul lor. Sclavia era  cunoscută în Egiptul antic, dar amploarea si prevalenta  practicii sale sunt neclare.  Retrieved 11 December 2007. Sclavii erau  utilizați în mare parte ca servitori . Ei puteau  să cumpere și să vândă, puteau să-și câștige   drumul lor spre libertate sau de noblețe, și, de obicei, erau tratați de medici la locul de muncă. Atât bărbații, cât și femeile aveau dreptul să dețină și să vândă proprietăți, să încheie contracte, să se căsătorească și să divorțeze, să primească moșteniri  și să urmărească litigiile în instanță.
Cuplurile căsătorite  puteau să dețină proprietăți în comun și să  divorțeze printr-un acord   care prevedea obligațiile financiare ale soțului pentru soția și copiii săi. Comparativ cu omologii lor din Grecia antică sau Roma, femeile egiptene au avut o gamă mai mare de opțiuni personale și oportunități de realizare. Femei, cum au fost Hatshepsut și Cleopatra, au devenit chiar faraoni, în timp ce altele dețineau puterea în calitate de soțiile divine ale lui Amon. În ciuda acestor libertăți, femeile egiptene nu preluau de multe ori  roluri oficiale în administrație, servind  doar roluri secundare în temple, și nu au fost la fel de susceptibile de a fi la fel de educate ca si bărbații.

### Sistemul juridic

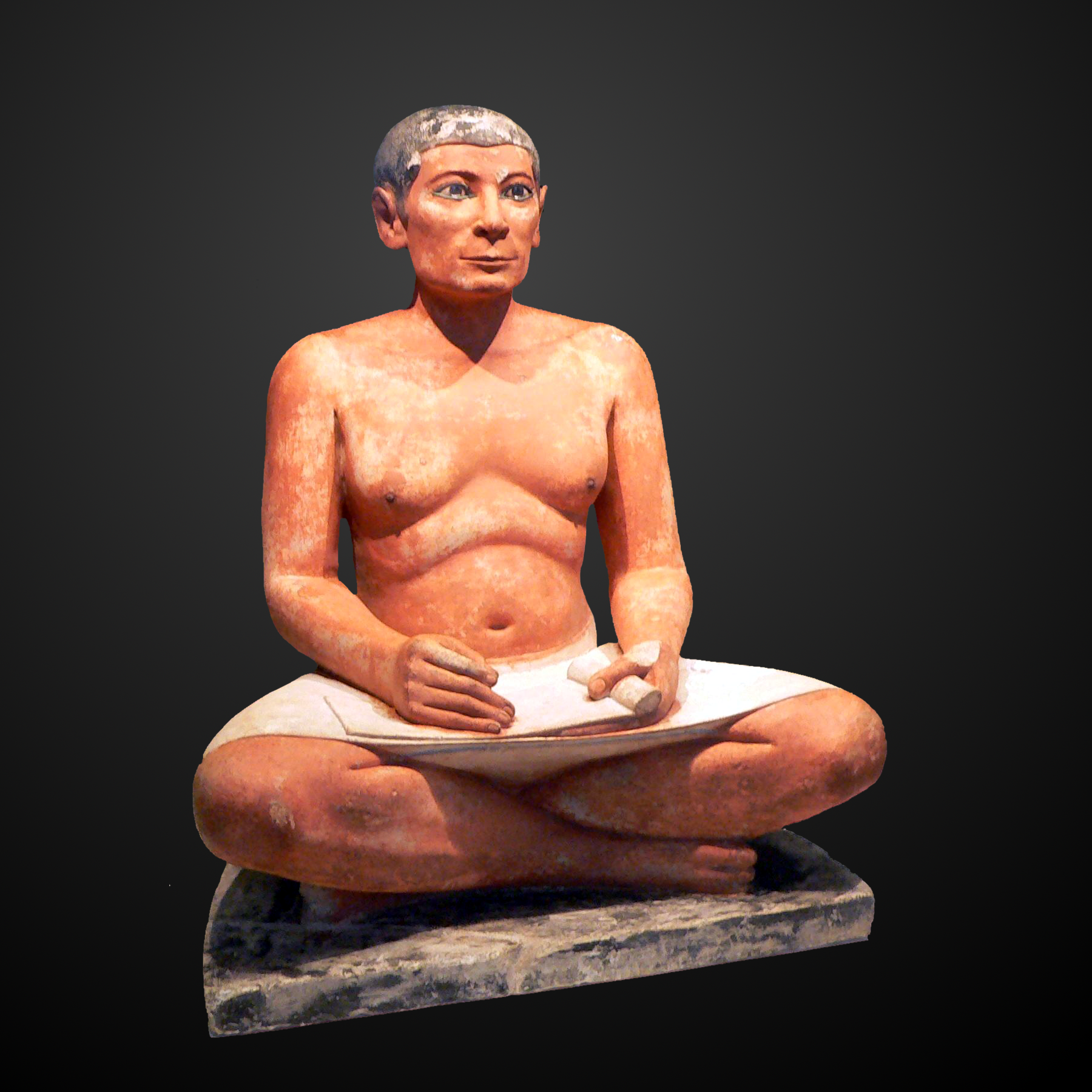
Scrib

Șeful   sistemului juridic era   faraonul , care era responsabil de adoptarea legilor  și menținerea legii și ordinii, un concept  menționat de   vechii egipteni ca Ma'at.
 
Deși nu există coduri juridice din Egiptul antic ce au supraviețuit, documente judiciare arată că legea egipteană a fost bazată pe o vedere de bun-simț al binelui și răului, care a subliniat în a ajunge la acorduri și rezolvarea conflictelor, mai degrabă decât  aderarea la un set complicat de statuturi.Consiliile locale ale bătrânilor, cunoscute sub numele de Kenbet ,erau   responsabile de guvernarea în procese care implicau cererile mici si dispute minore. Cazuri mai grave care implicau crimele, tranzacțiile cu terenuri mari și jefuirea mormintelor erau menționate la marele Kenbet, unde prezidau vizirul  sau faraonul. Reclamanții și pârâții erau așteptați să se  prezinte și li se  cereau să depună un jurământ că au spus adevărul. În unele cazuri, statul a preluat  atât rolul de procuror cât și judecător, și  putea tortura acuzații prin  bătăie pentru a obține o mărturisire și numele tuturor conspiratorilor. Dacă acuzațiile erau triviale sau grave, cărturari și scribii depuneau în instanță un document cu  plângere, mărturie  și verdictul cazului  ca referință pentru   viitor.
Pedepsele pentru infracțiuni minore implicau amenzi, bătăi, mutilări faciale sau exilul, în funcție de gravitatea infracțiunii. Infracțiuni grave, cum ar fi crima si jefuirea unui  mormânt erau  pedepsiți prin execuție, efectuate prin decapitare, înec, sau tragerea în  țeapă. Pedeapsa  putea fi extinsă și aplicată și  familiei criminalului. Începând din Regatul Nou, oracolele au jucat un rol major în sistemul juridic, de a face dreptate în ambele cazuri civile și penale. Procedura a fost să ceară zeilor un " da " sau " nu"  în privința deciziilor. Zeii, prin intermediul  preoților,   pronunțau hotărârea de a alege zeul, se deplasau înainte sau înapoi, sau arătau  spre una din răspunsurile scrise pe o bucată de papirus sau ostracon. 
Pedepsele nu se aplicau în cazul tuturor claselor sociale, mai ales nobilii de rang înalt care erau pedepsiți doar "simbolic".

### Agricultura

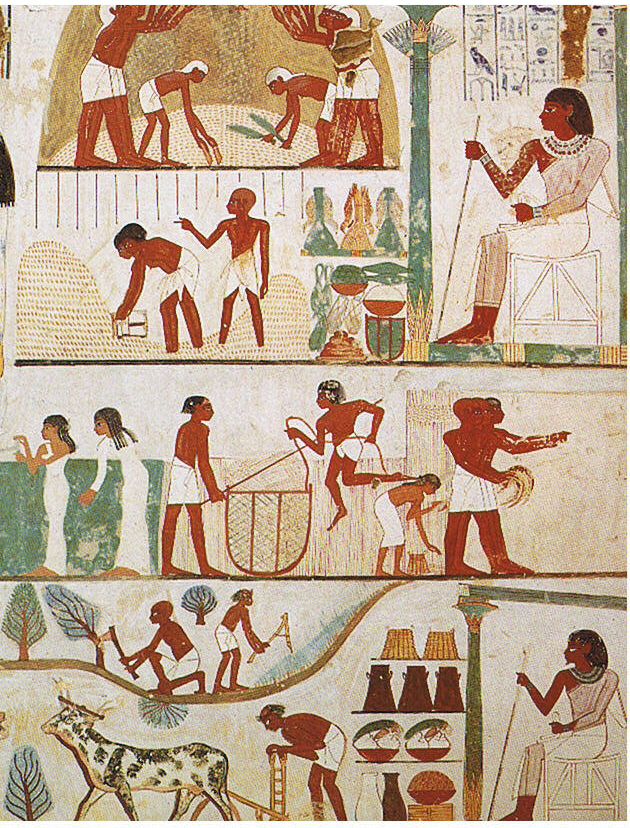
Scene din viața agricultorilor

O combinație de caracteristici geografice favorabile au contribuit la succesul culturii antice, cea mai importantă dintre acestea fiind solul fertil și bogat care rezulta în urma inundațiilor anuale ale fluviului Nil.Vechii egipteni au fost astfel capabili  să producă o varietate  de produse alimentare, care să permită populației să se dedice mai mult timp și  activităților culturale, tehnologice și artistice. Gestionarea terenurilor era  crucială în Egiptul antic, deoarece taxele erau  evaluate pe baza cantității de teren a persoanei care îl deținea.  
Agricultura în Egipt a fost dependentă de ciclul anual al fluviului Nil. Egiptenii recunoșteau trei anotimpuri: Akhet (anotimpul devărsării), Peret (plantarea și însămânțarea) și Shemu (recoltarea). Sezonul de inundații dura din iunie până în septembrie, depunând  pe malul fluviului un strat de mâl ideal,  bogat în minerale pentru recolte. După ce apele potopului s-au retras, sezonul de creștere dura din octombrie până în februarie. Fermierii arau  și puneau semințe pe terenuri, care erau irigate de  șanțuri și canale.
Egiptul primea puține precipitații, astfel încât agricultorii s-au bazat pe Nil pentru udarea culturilor. Din martie până în mai, fermierii foloseau  seceri pentru a recolta culturilor lor, care  erau  bătute cu un ciocan pentru a separa paiele de cereale. Treceu boabele de cereale prin vânturătoare sau a le face să cadă de la o mică înălțime pentru ca vântul să împrăștie impuritățile ușoare. Măcinau apoi cerealele obținând făină, preparată pentru a face bere sau o stocau pentru o utilizare ulterioară.  
Vechii egipteni cultivau grâu și orz folosite pentru a prepara  pâine și bere. Culegeau plantele de in  pentru a țese foi de lenjerie de pat și de a face haine. Papirusul crescut pe malurile fluviului Nil era   folosit pentru a face hârtia. Legumele și fructele au fost cultivate în parcele de grădină, aproape de locuințele lor, și  trebuia  să fie udate cu mâna. Legume includeau  praz, usturoi, pepeni, dovleci, leguminoase, salata verde, și alte culturi. Cultivau  strugurii din care făceau vin.

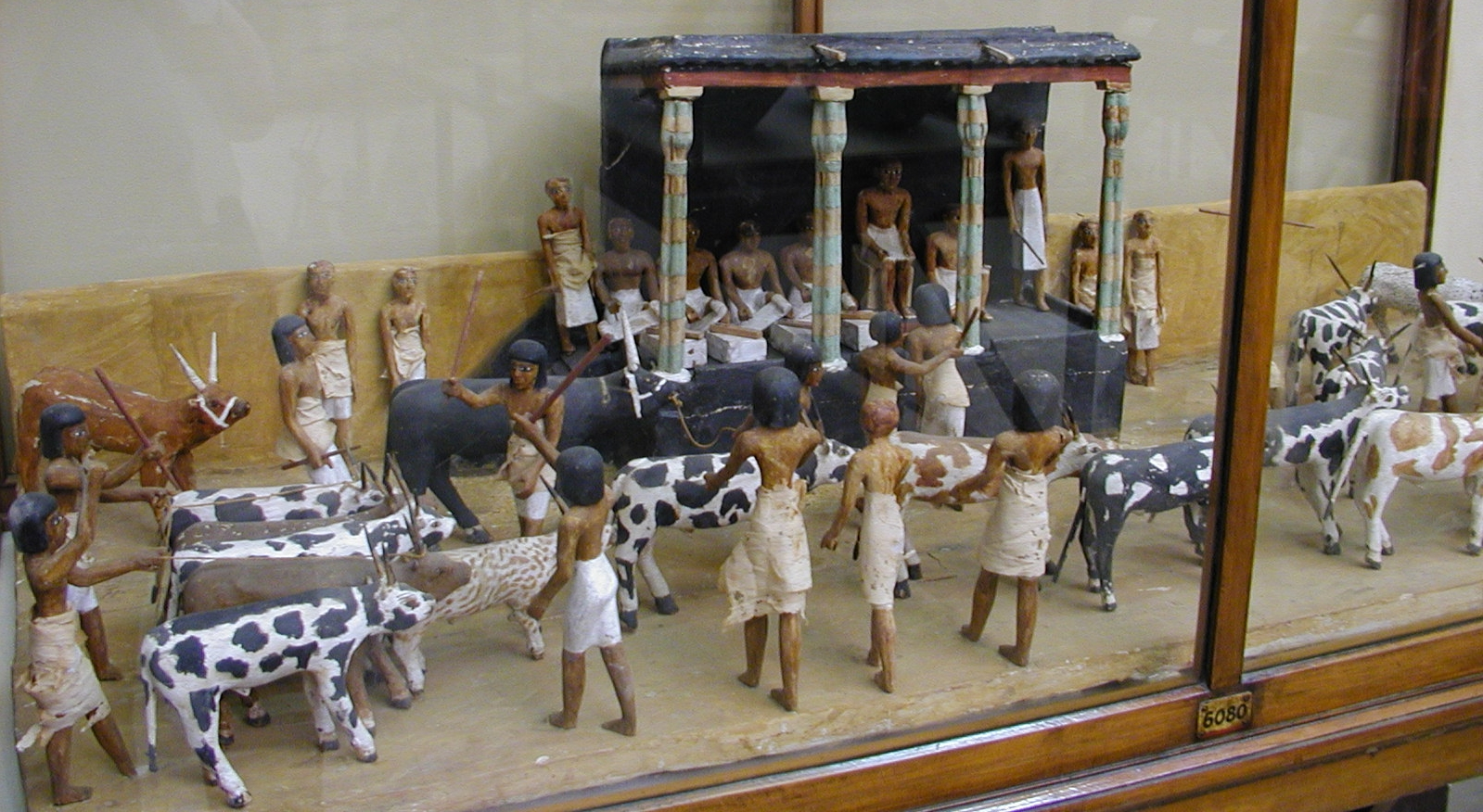
Vite duse la recensăminte

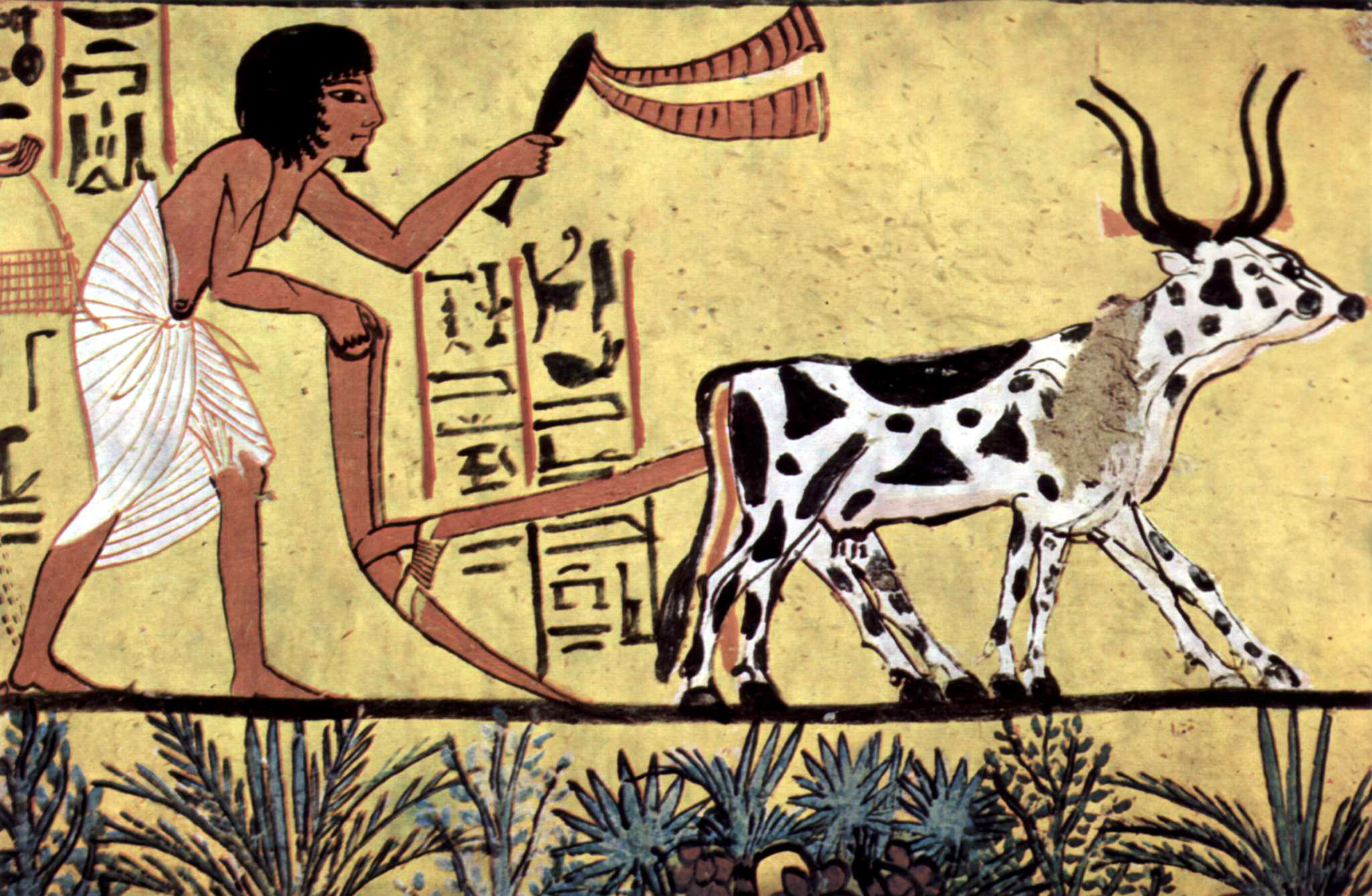
Plug tras de boi

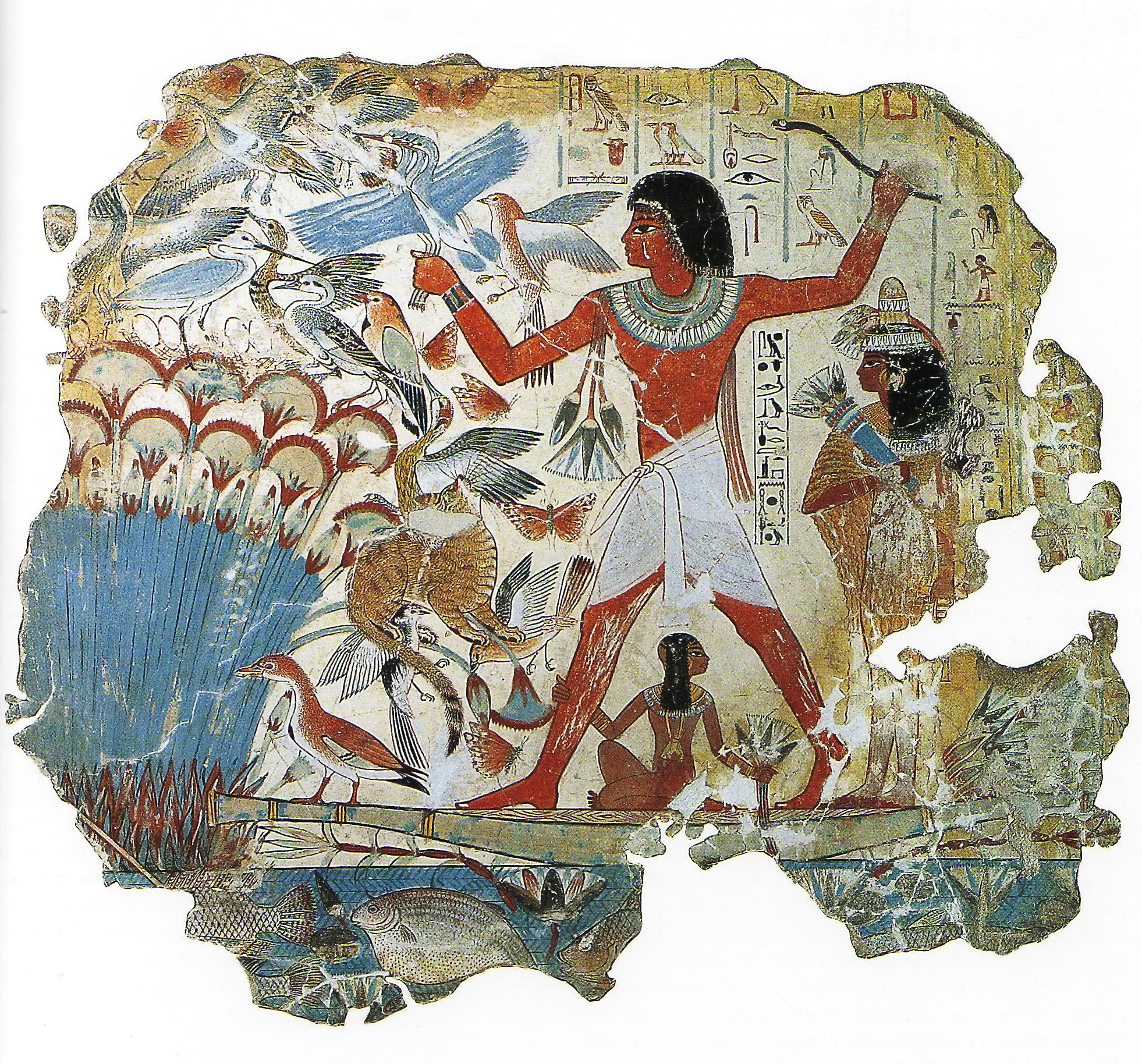
Vânătoare de ibiși

Egiptenii credeau într-o relație echilibrată dintre oameni și animale, fiind un element esențial al ordinii cosmice . Astfel, s-au  considerat că oamenii, animalele și plantele erau membri ai unui singur întreg. Animalele, atât domestice și sălbatice, prin urmare, erau o sursă vitală de spiritualitate, companie și erau destinate pentru susținerea vechilor egipteni. Bovinele care  erau considerate ca cele mai importante animale, administrarea colecta impozitele pe animale în recensăminte regulate, iar dimensiunea unui șeptel reflecta  prestigiul nobililor și importanța bunurilor sau templului pe care le dețineau. Vechii egipteni creșteau ovine, caprine, porcine și păsări cum ar fi rațe, gâște și porumbei capturați în plase și crescute în ferme, unde erau hrănite forțat cu aluat pentru a le îngrășa. 
Nilul furniza  o sursă abundentă de pește. Albinele au fost, de asemenea, domesticite din Vechiul Regat, și au oferit atât miere și ceară.  
Egiptenii din antichitate foloseau măgari și boi ca animale de povară, fiind  responsabile pentru ararea câmpurilor și călcarea în picioare  a semințelor din sol. Sacrificarea unui bou îngrășat era  o parte centrală a unui ritual de ofrande.
Caii au fost introduși de către Hyksoși în a doua perioadă intermediară, și cămila, deși cunoscută din Regatul Nou, nu a fost folosită ca un animal de povară până în perioada târzie. De asemenea, există dovezi care sugerează că elefanții au fost utilizați pentru scurt timp, în ultima perioadă, dar în mare măsură abandonați din cauza lipsei de teren pentru pășunat. Câinii, pisicile și maimuțele erau animale de companie comune, în timp ce animalele de companie mai exotice importate din inima Africii, cum ar fi leii, erau rezervați pentru nobili și curtea regală. Herodot observa că egiptenii au fost singurii oameni care creșteau animalele în casele lor. În timpul perioadelor predinastice și târzii, a fost inclus cultul zeilor cu  forme zoomorfe, cum ar fi Bastet-zeița pisică și Thoth cu cap de ibis, aceste animale fiind crescute în număr mare în ferme cu  scopul de a fi sacrificate.

### Resursele naturale

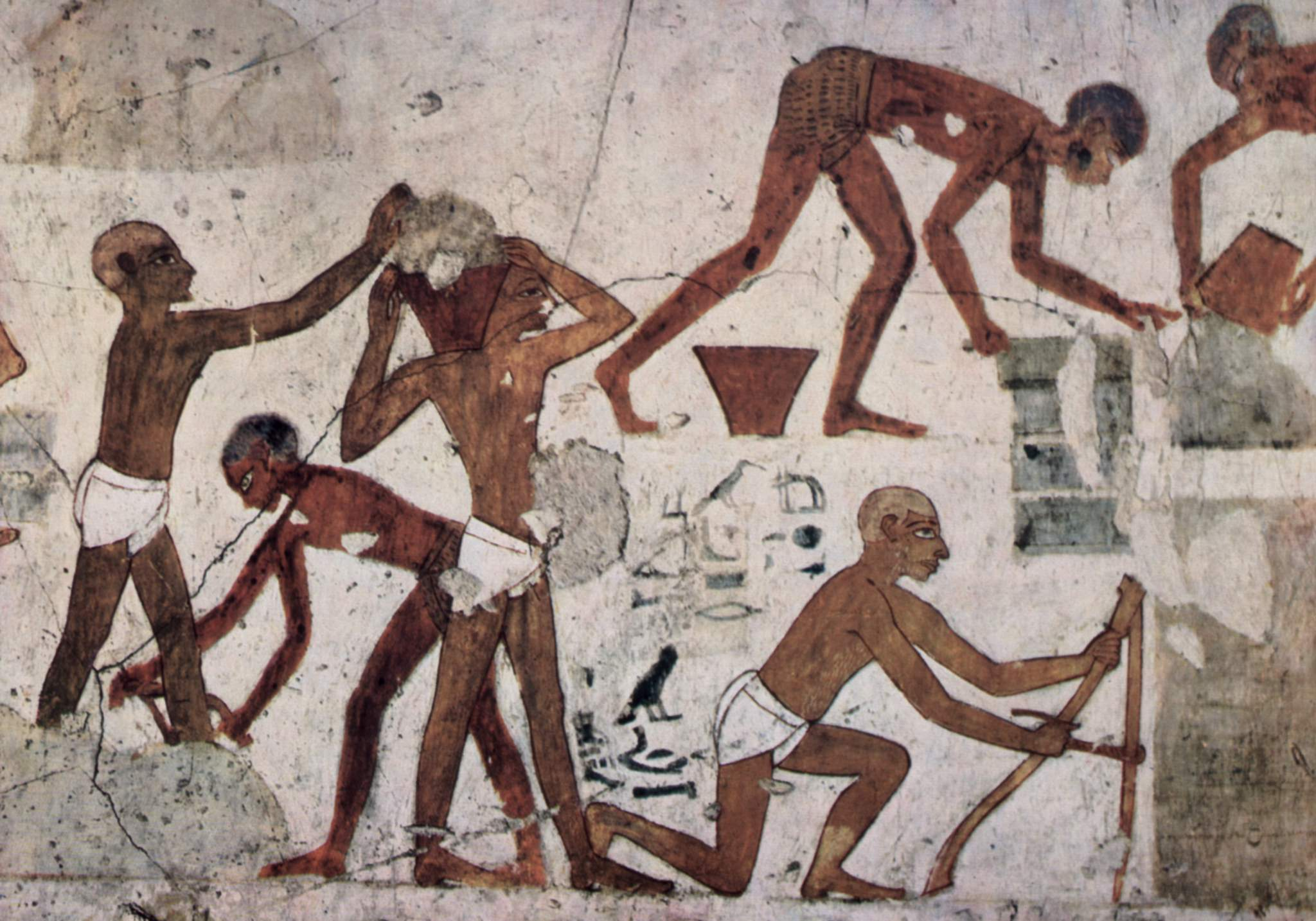
Mestesugurile

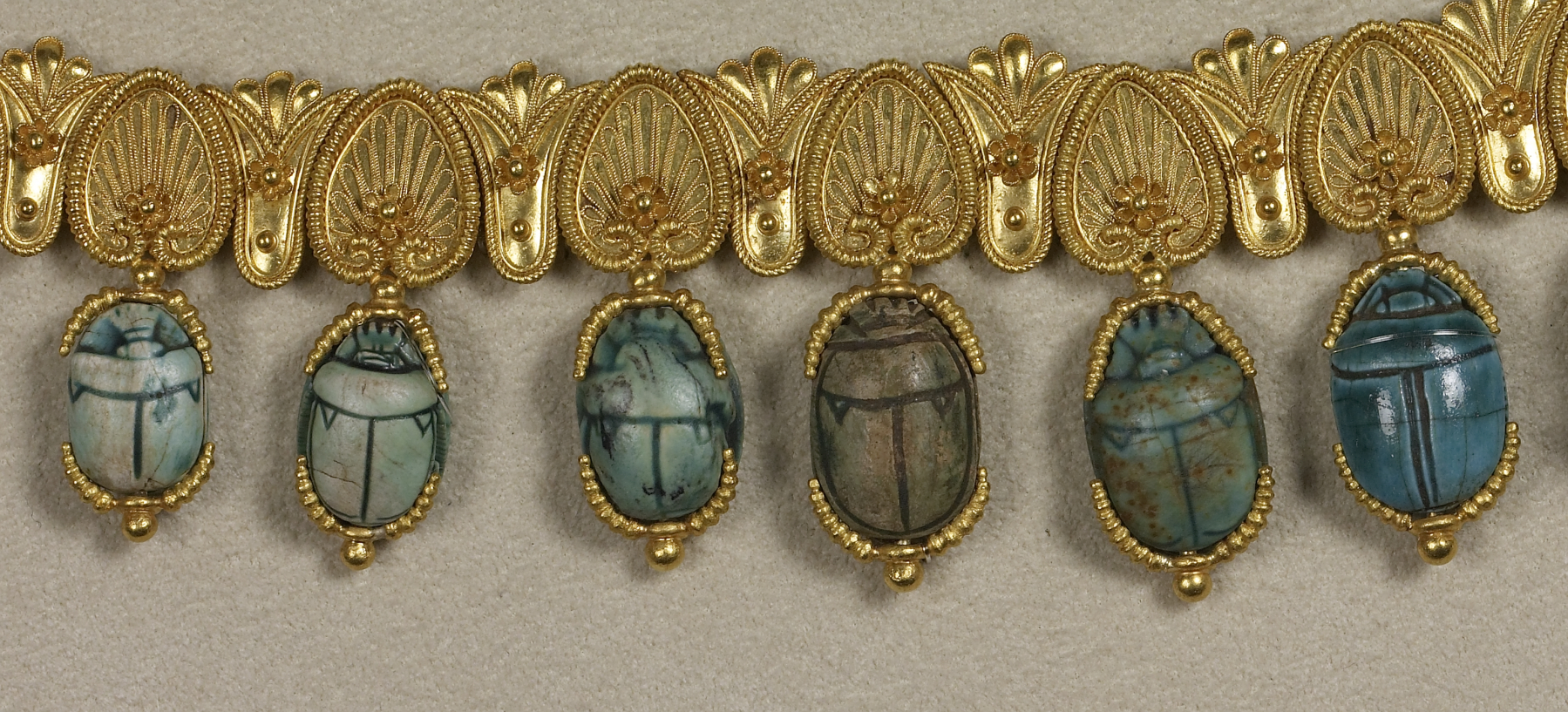
Colier din aur cu scarabei din lapis lazuli

Egipt este bogat în construcții și obiecte din piatră, cupru și minereuri de plumb, aur, și pietre semiprețioase. Aceste resurse naturale le-au permis vechilor egipteni să construiască  monumente, statui sculptate, să producă unelte și bijuterii la modă. Sarea a fost o resursă vitală pentru mumificare.Ghipsul era măcinat pentru producerea ipsosului. Formațiuni de rocă au fost găsite în îndepărtatele și neprimitoarele wadis-uri din deșertul de Est și Sinai,care necesitau expediții mari, controlate de stat pentru a obține resurse naturale găsite acolo. Au fost construite mine de aur în Nubia, și una dintre primele hărți egiptene cunoscute reprezintă o mină de aur din această regiune.Wadi Hammamat a fost o sursă remarcabilă de granit, gresie și aur. Silexul a fost primul minereu colectat și utilizat pentru a face instrumente, lame și vârfuri pentru săgeți și topoare din silex, fiind cele mai vechi dovezi de locuire în valea Nilului.Egiptenii antici utilizau sulful ca substanță cosmetică .  
Egiptenii au lucrat în depozite de plumb pentru a extrage minereuri de galenă de la Gebel Rosas pentru a produce figurine mici. Cuprul a fost cel mai important metal pentru producerea uneltelor în Egiptul antic si era topit în cuptoare din minereu malachit exploatat în Sinai. Lucrătorii colectau aur din sedimente aluvionare sau prin procesul intensiv de măcinare și spălare a cuarțitului aurifer.Rezervele de fier găsite în Egiptul de Sus au fost utilizate în ultima perioadă, atunci când construcțiile  de piatră erau abundente în Egipt. Carierele de calcar se găseau de-a lungul Nilului, granitul era extras  de la Aswan, și bazaltul și gresia erau extrase din wadi-urile din deșertul de est. Rezervele de pietre decorative, cum ar fi porfirul, gresia, alabastrul și carneolul din Deșertul de Est erau colectate chiar înainte de prima dinastie. În perioada lui Ptolemeu și cea romană, minerii colectau smaralde în Wadi Sikait și ametist în Wadi el - Hudi.

### Comerțul

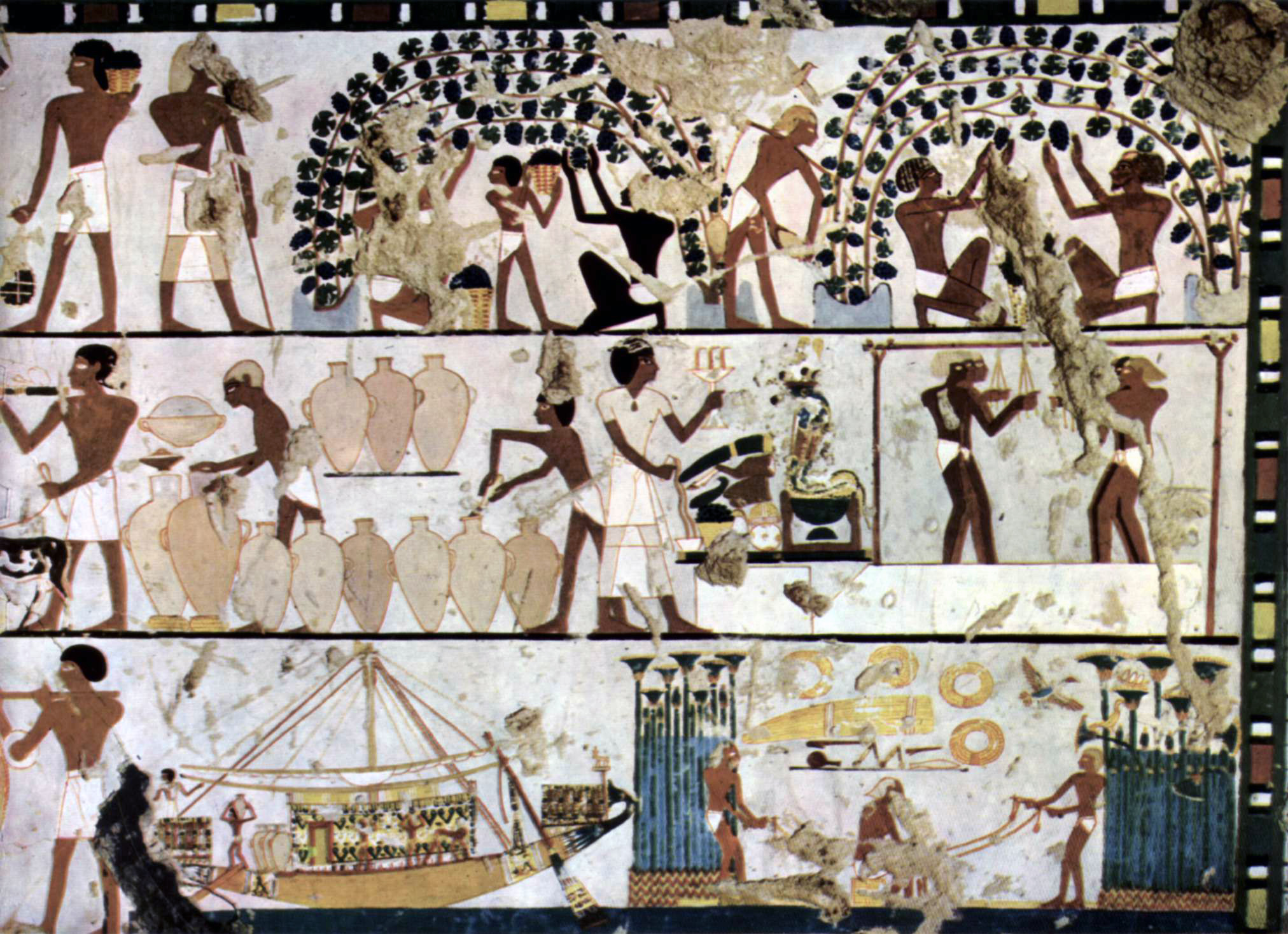
Fresce indicand comertul in Egiptul antic

Vechii egipteni se angajau în comerțul cu vecinii lor străini pentru a obține bunuri rare,exotice ce nu se găseau în Egipt. În perioada predinastică, ei au stabilit comerțul cu Nubia pentru a obține aur și tămâie. Au stabilit comerțul cu Palestina, după cum reiese din ulcioarele de stil palestinian găsite în mormintele faraonilor din prima dinastie. O colonie egipteană staționată în sudul Canaanului datează cu puțin timp înainte de prima dinastie.   Narmer avea vase egiptene de  ceramică   produsă în Canaan și exportată înapoi în Egipt. 
În dinastia a II-a, comerțul cu Byblos i-a oferit Egiptului o sursă esențială de lemn de calitate ce  nu se găsea în Egipt. Din dinastia a V-a, comerțul cu Punt îi furniza aur, rășini aromatice, abanos, fildeș și animalele sălbatice, cum ar fi maimuțe și babuini. Egiptul s-au bazat pe comerțul cu Anatolia pentru cantități esențiale de staniu, precum și livrările suplimentare de cupru, ambele metalele fiind necesare pentru fabricarea bronzului. Vechii egipteni apreciau piatra lapis lazuli, care a trebuit să fie importată chiar din Afganistan. Partenerii comerciali mediteraneeni ai Egiptului erau Grecia și Creta, care livrau ulei de măsline. În schimb pentru importurile sale de lux și de materii prime, Egiptul   exporta în principal cereale, aur, lenjerie și papirus, inclusiv sticlă și obiecte de piatră.

### Armata

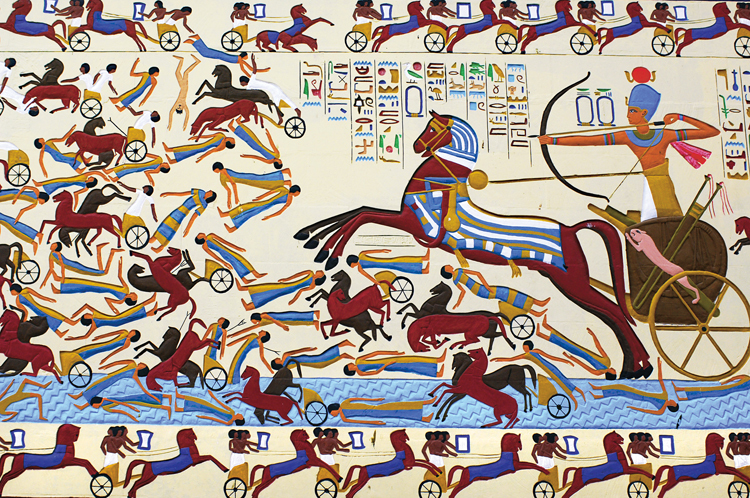
Amhose I intr-un car de lupta invingandu-i pe Hyksosi

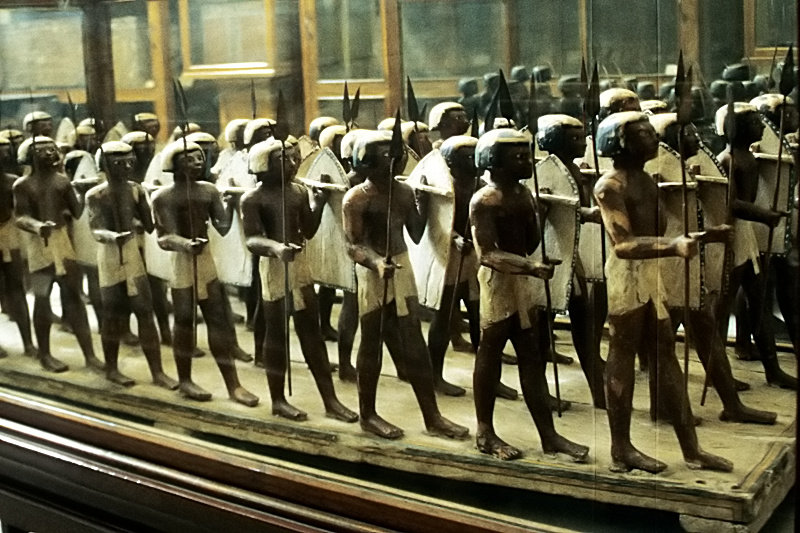
Soldati egipteni

Forțele militare egiptene erau  responsabile pentru apărarea Egiptului împotriva invaziei străine, și pentru menținerea dominației Egiptului în Orientul Apropiat antic. Trupele au protejat expedițiile miniere din Sinai și au purtat războaie civile în cele două perioade intermediare. Armata a fost responsabilă pentru menținerea fortificațiilor de-a lungul rutelor comerciale importante, cum ar fi cele găsite în orașul Buhen pe drumul spre Nubia. Forturile, de asemenea, au fost construite pentru a servi ca baze militare, cum ar fi cetatea de la Sile, care a fost o bază de operațiuni pentru expediții în Levant. În Regatul Nou, o serie de faraoni au folosit armata egipteană  pentru a ataca și a cuceri Kush și părți din Levant.
Echipamentul militar tipic egiptean  includea arcuri și săgeți, sulițe, scuturi în formă de semicerc făcute din piele de animal pe un cadru de lemn. În Regatul Nou, armata a început sa utilizeze carele care au fost anterior introduse de către invadatorii Hyksoși. Armele și armurile au fost în continuare   îmbunătățite după adoptarea  bronzului: scuturile erau  realizate din lemn masiv, cu o cataramă de bronz, sulițele au fost dotate cu vârfuri din   bronz, și Khopesh-ul a fost adoptat de la soldații asiatici.      Faraon era  capul armatei.  Soldații erau recrutați, dar în timpul  Regatului Nou, mercenari din Nubia, Kush, și Libia s-au angajat să lupte pentru Egipt.

## Limba

### Evoluția istorică
Limba egipteană este împărțită în șase diviziuni cronologice:
- Egipteană arhaică (înainte de 3000 î.Hr.)
- Egipteană veche (3000–2000 î.Hr.)
- Egipteană medie (2000–1300 î.Hr.)
- Egipteană târzie (1300–700 î.Hr.)
- Egipteană demotică (sec VII î.Hr. sec. IV d.Hr.)
- Egipteană coptică (sec III-XVII d.Hr.)

Limbajul egiptean, inițial  sintetic, a devenit  analitic  mai târziu. Egipteana hieroglifică, hieratică  și   demotică au fost în cele din urmă înlocuite cu  alfabetul copt. Copta este încă folosită în  Biserica Ortodoxă Egipteană, și  se găsesc urme în limba arabă vorbită în Egiptul modern.
Limba egipteană veche constituie o ramură independentă a limbilor Afro-Asiatice. Cele mai apropiate grupuri de limbi de aceasta sunt Berbera, Semitica și Beja.     Documentări scrise ale limbii egiptene datează din secolul XXXII î.Hr., făcând-o una din cele mai vechi limbi documentate(după sumeriană) fiind vorbită și scrisă  din c. 3200 î.en. până în Evul Mediu. 
Scrierea egipteană pentru hieroglife:  
| n · t · r | R8 | m | d | w | t | S43 | Z1 · Z1 · Z1 |

sau mai simplu: 
| R8 | S43 | Z1 · Z1 · Z1 |

(adesea tradus medew-netjer "Cuvintele Divine").

### Fonetică și gramatică

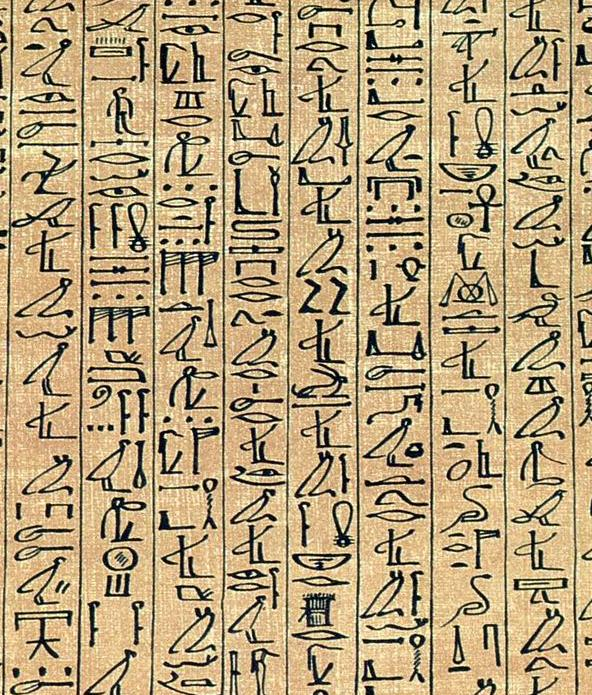
Scrierea egipteana-Papirus

Egipteana antică conține 25 de consoane similare cu cele ale altor limbi afro-asiatice. Acestea includ faringiene și categoric consoane,   consoane fricative și affricative. Are trei vocale lungi și trei scurte, care s-au  extins la  nouă în egipteana târzie.   Cuvintele de bază în egipteană, similare cu cuvintele semite și berbere, sunt o rădăcina   triliterală sau biliterală de consoane și semiconsonante. Sufixele sunt adăugate pentru a forma cuvinte. Conjugarea verbelor corespunde persoanei. De exemplu, scheletul triconsonantal S-D-M este nucleul semantic al cuvântului "auzi"; conjugarea de bază este "smd"- "aude".  În cazul în care subiectul este un substantiv, sufixele nu se adaugă la verb:  "sdm hmt", "aude o femeie". 
Adjective sunt derivate din substantive printr-un proces pe care egiptologii îl numesc "nisbation" din cauza asemănării sale cu limba arabă.  Ordinea cuvintelor sunt  predicat -subiect  în fraze verbale și adjectivale, și subiect -predicat  în propoziții nominale și adverbiale.   Subiectul poate fi mutat la începutul propozițiilor în cazul în care acesta este lung și este urmat de un pronume resumptiv. Verbele și substantivele sunt negate de particule "n", dar "nn" este folosit pentru fraze adverbiale și adjectivale. Stresul cade pe final pe ultima sau  penultima silabă, care poate fi deschis (CV) sau închis (CVC).

### Scrisul

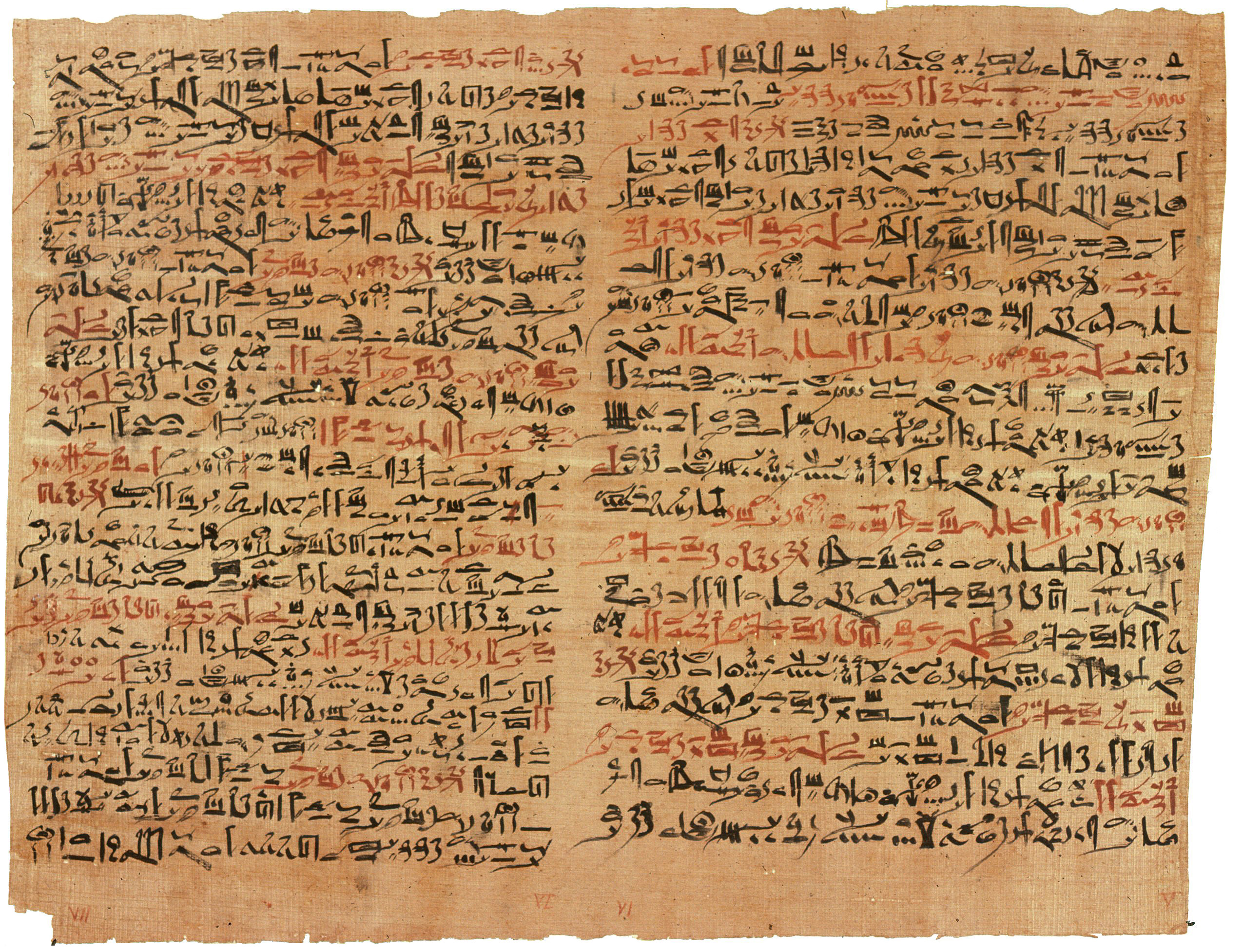
Scrierea hieratica

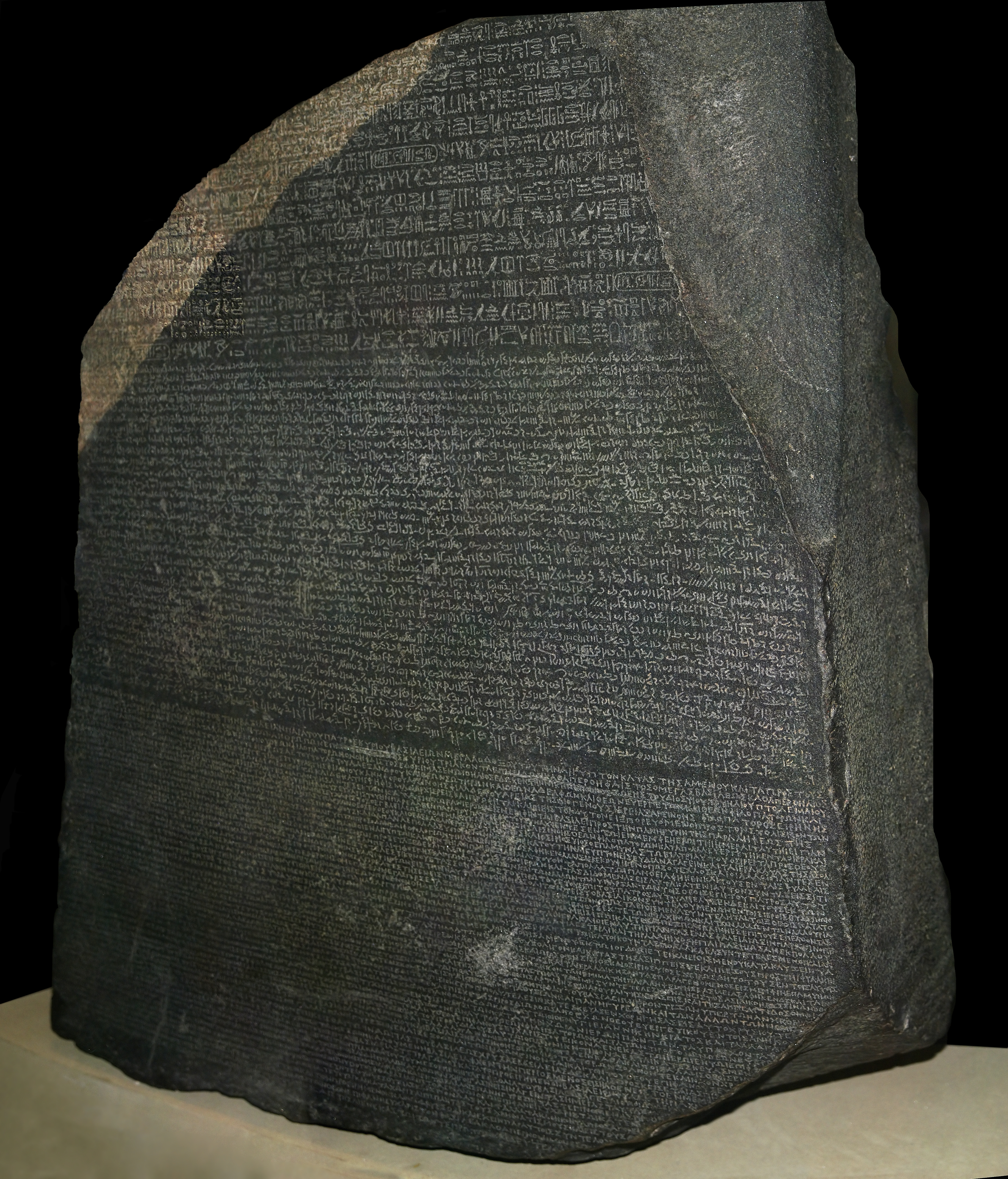
Piatra de la Rosetta

Scrierea hieroglifică  datează din   3000 î.en., și este compusă din sute de simboluri. O hieroglifă poate reprezenta un cuvânt, un sunet, sau un determinant tăcut, și același simbol poate servi unor scopuri diferite, în contexte diferite. Hieroglife au fost scrise pe monumente de piatră și în morminte, care pot reprezenta lucrări individuale de artă. În scrierea   de zi cu zi, scribii au folosit o formă cursivă de scriere, numită hieratică, care a fost mai rapidă și mai ușoară. În timp ce hieroglifele oficiale pot fi citite în rânduri sau coloane, în orice direcție (deși de obicei scrise de la dreapta la stânga), hieratica a fost întotdeauna scrisă de la dreapta la stânga, de obicei, în rânduri orizontale. O nouă formă de scriere, demotica, a devenit stilul de scris predominant.
În jurul primului secol e.n., alfabetul copt a început să fie utilizat  în paralel cu scrierea demotică. Copta este un alfabet grecesc modificat cu adaos de unele semne demotice. Deși hieroglifele oficiale au fost utilizate într-un rol ceremonial până în secolul al IV-lea, spre finalul antichității, doar un mic grup de preoți puteau să le citească și să le interpreteze. Când unitățile religioase tradiționale au fost desființate, cunoștințele de scrierea hieroglifică au fost în mare parte pierdute. Încercările de a le descifra s-au întâlnit în timpul perioadei bizantine și islamice în Egipt, dar numai în 1822, după descoperirea  Pietrei de la Rosetta  și ani de cercetare făcute de Thomas Young și Jean-François Champollion,  hieroglifele au fost aproape complet descifrate.

### Literatură

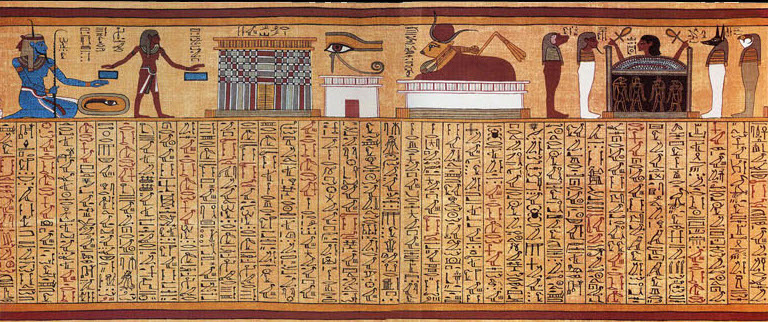
Fragment din Cartea Mortilor

Scrierea a  apărut pentru prima dată în asociere cu regalitatea. Aceasta a fost în primul rând o ocupație a scribilor, care au lucrat în afara instituției Per Ankh   sau Casa   vieții. Acestea din urmă  (numită Casa Cartii) cuprinse birouri, biblioteci, laboratoare si observatoare.   Unele dintre cele mai cunoscute piese ale literaturii antice egiptene, cum ar fi textele de pe piramide și sarcofage, au fost scrise în  egipteana clasică, care a continuat să fie limba de scriere până  în aproximativ 1300 î.en. Mai târziu, egipteana a fost vorbită din Regatul Nou și era  reprezentată în  documentele administrative Ramesside, prin poezii de dragoste și povești, precum și în textele demotice și copte. În această perioadă, tradiția de scriere a evoluat în autobiografia persoanelor decedate prin textele scrise în morminte, cum ar fi cele ale lui Harkhuf și Weni. Genul cunoscut sub numele de Sebayt ("instrucțiuni") a fost dezvoltat pentru a comunica învățături  de orientare de la nobilii celebri, ca Papirusul lui Ipuwer  , un poem de lamentări ce descriu dezastrele naturale și revolte sociale.
Povestea lui Sinuhe, scrisă în Regatul Mijlociu , ar putea fi o operă a  literaturii clasice egiptene.   De asemenea,  Papirusul lui Westcar cuprinde un set de poveștile spuse lui Khufu de către fiii săi cu privire la minunile realizate de preoți.   Instrucțiunile lui   Amenemope este considerată o capodoperă a literaturii orientale.   Spre sfârșitul Noului Regat, limba vernaculară a fost mai des folosită pentru a scrie piese populare, cum ar fi Povestea lui Wenamun și Instrucțiuni de orice, care relatează povestea unui nobil, care este jefuit pe drum pentru a cumpăra cedru din Liban și   luptă  să se întoarcă în Egipt. Din anii 700 î.en., poveștile narative și instrucțiunile, cum ar fi    Instrucțiunile de Onchsheshonqy, precum și documente personale și de afaceri au fost scrise în demotică. Multe povestiri scrise în demotică în timpul perioadei  greco-romane   au fost preluate din  epocile istorice anterioare, când Egiptul a fost o națiune independentă condusă de faraoni mari, cum ar fi Ramses al II-lea.

## Cultura

### Viata de zi cu zi

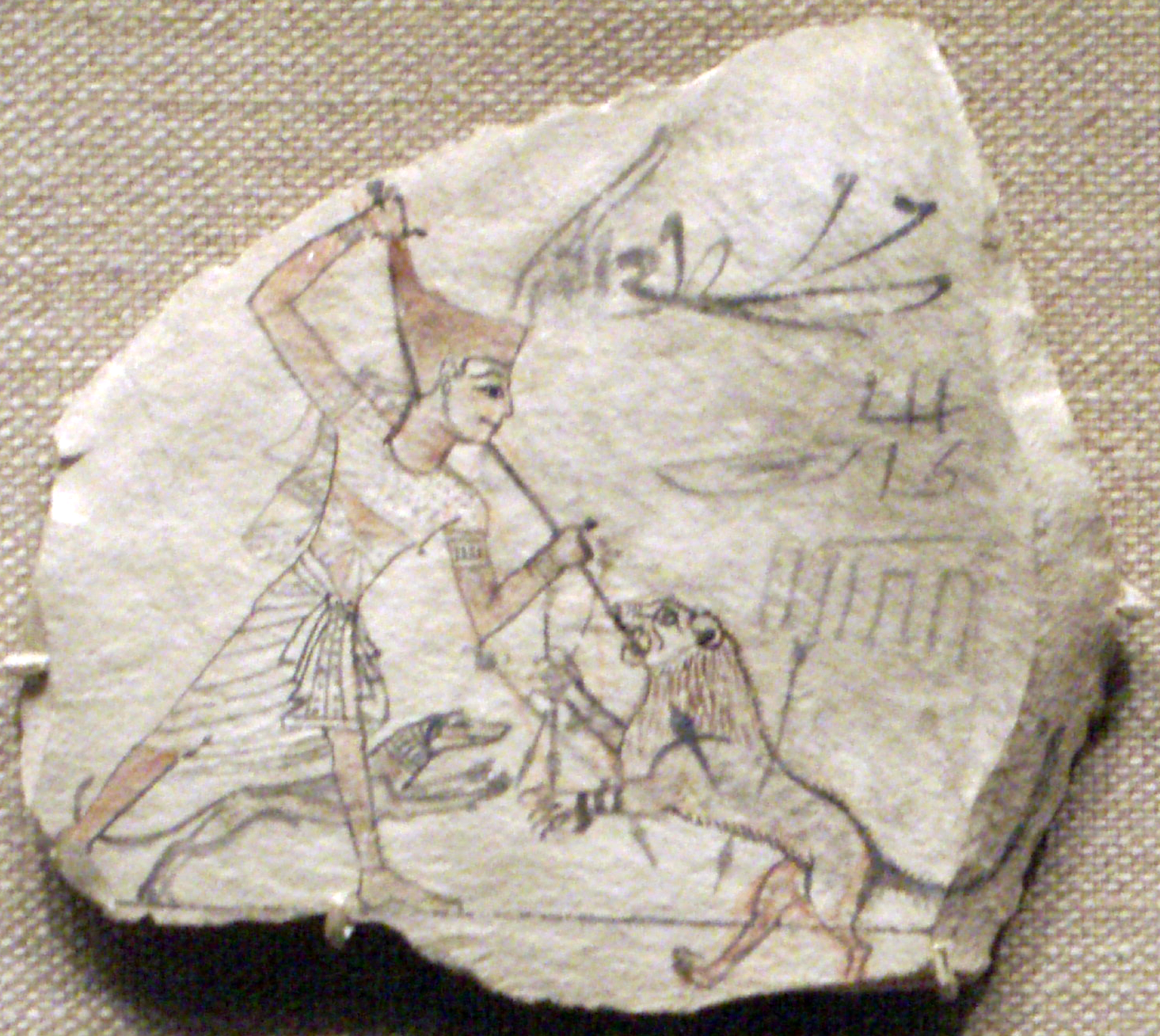
Ostracon -Faraon vanand lei

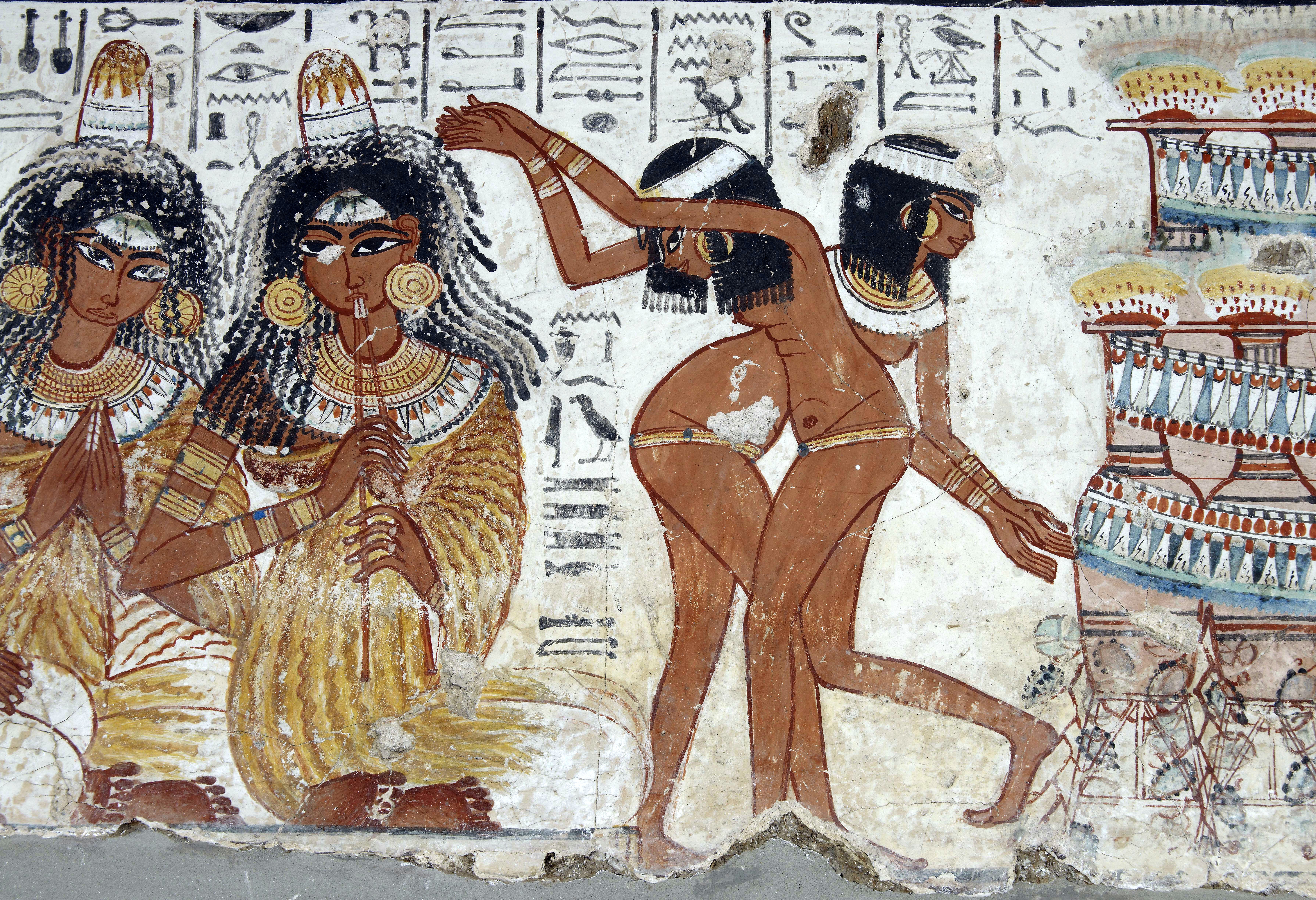
Dansatoare

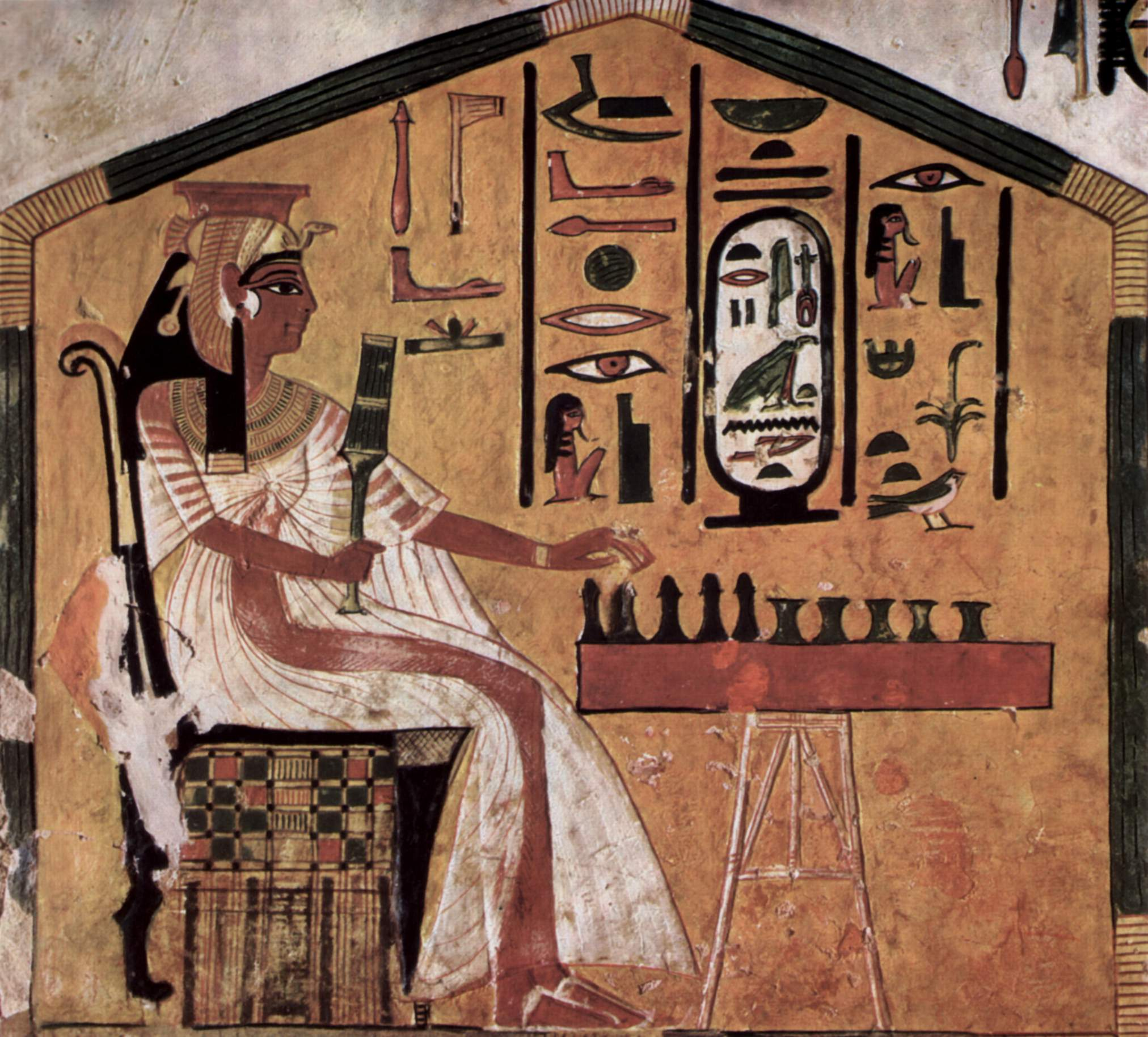
Nefertari jucand Senet

Fermierii egiptenii   și-au construit locuințele  din chirpici proiectate pentru a-i adăposti de  căldură de afară. Fiecare casă avea  o bucătărie, cu un acoperiș deschis, care conținea o piatră de moară pentru măcinarea cerealelor și un mic cuptor pentru coacerea pâinii. Zidurile erau vopsite în alb și   putea fi acoperite cu  pânze  de in  vopsite. Podelele erau acoperite cu  rogojini din stuf, în timp ce scaunele din lemn, paturile ridicate   și mesele individuale reprezentau   mobilierul.
Pentru vechii egipteni,igiena și aspectul erau importante. Se scăldau în Nil și foloseau ca săpun o formă de pastă făcută din grăsimi animale și cretă. Bărbații își rădeau barba, părul și întreg trupul, se parfumau și se ungeau cu unguente aromatice  ce acopereau  mirosurile neplăcute. Îmbrăcămintea consta dintr-o  lenjerie simplă și albă, și atât bărbații cât și femeile din clasele de sus purtau peruci, bijuterii și cosmetice pentru tratament. Copiii nu purtau îmbrăcăminte până la maturitate, pe la vârsta de 12 ani, iar la această vârstă bărbații erau circumciși și aveau capul ras. Mamele erau responsabile de  grija și creșterea  copiilor, în timp ce tatăl oferea venit familiei. 
Muzica și dansul erau activități populare de  divertisment  pentru cei care  își permiteau. Instrumentele timpurii includeau flaute și harpe, în timp ce instrumentele similare cu trompetele, oboes și fluierele s-au dezvoltat mai târziu.În Regatul Nou, egiptenii compuneau melodii pe clopote, chimvale, tamburine, tobe, lăute și harpe aduse din Asia. Sistrumul era utilizat ca un instrument muzical ceremonial religios.
Vechii egipteni se bucurau de o varietate de activități de recreere, precum jocurile ca Senet, un joc de tablă  cu piese,  care  a fost deosebit de popular  din cele mai vechi timpuri, un alt joc similar a fost mehen, care a avut o placa de joc circulară. Jongleria și jocurile cu mingea au fost populare printre copii, precum și jocurile cu  lupte menționate  într-un mormânt la Beni Hasan. Membrii bogați ale societății egiptene antice se bucurau de vânătoare și de canotaj.

### Bucătăria

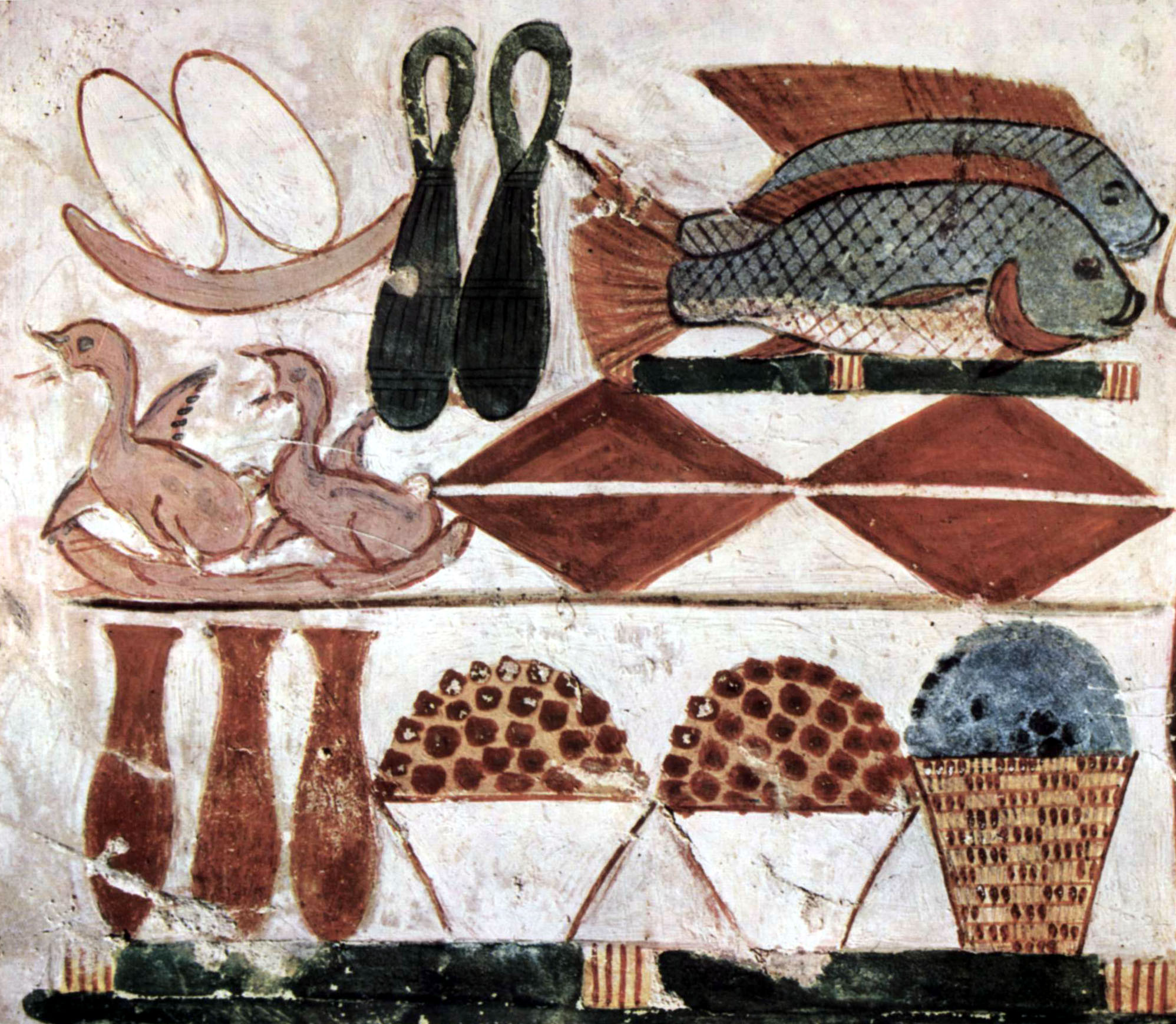
Alimente

Bucătăria Egiptului modern încă păstrează  elemente din  bucătăria anticilor. Dieta   a constat în pâine și bere, completată cu legume, cum ar fi ceapa si usturoi și fructe, cum ar fi curmalele și smochinele. De vin și carne se  bucurau doar în  zilele de sărbătoare, în timp ce clasele superioare le consumau în mod mai regulat. Peștele și carnea de  păsări  puteau fi sărate sau afumate și  putea fi gătite în tocane sau prăjite pe un grătar.

### Arta

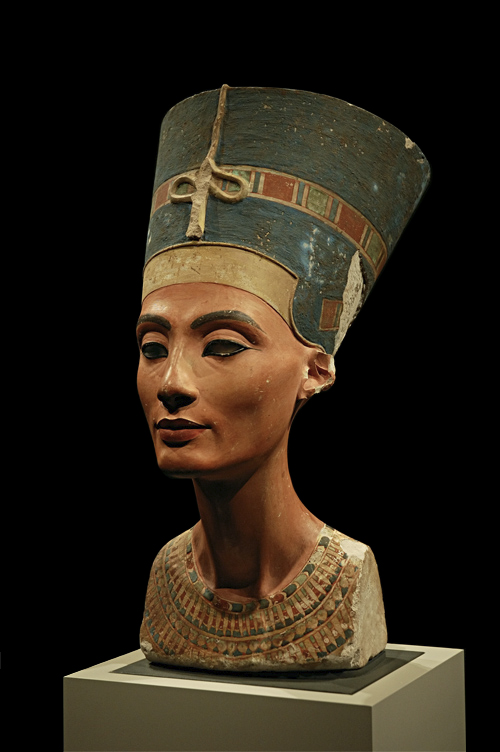
Nefertiti

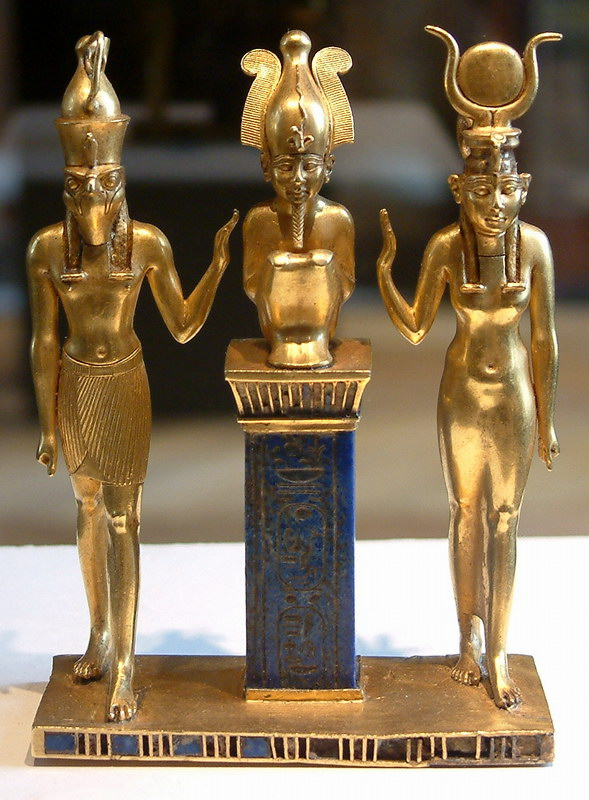
Statuie cu familia lui Osiris

Natura religioasă a civilizației egiptene a influențat contribuțiile acesteia la arta antichității. Multe din marile lucrări ale egiptenilor antici reprezintă zei, zeițe și faraoni (considerați și ei divinități). Arta Egiptului Antic este caracterizată în general de ideea de ordine.
Dovezi ale mumificării și construcției de piramide în afara Egiptului stau mărturie a influenței sistemului de credințe și valori ale egiptenilor asupra altor civilizații, unul din modurile de transmitere fiind Drumul Mătăsii.
Arta egipteană, cu marile sale forme de manifestare (arhitectură, pictură, sculptură etc.) este așezată sub semnul fenomenului religios. Legătura vechilor egipteni cu zeii protectori ai Egiptului este profundă și se manifestă atât pe pământ cât și în viața de dincolo — element central al credinței egiptene străvechi, de aceea operele de artă egiptene au câteva elemente comune.
Toate au un anume imobilism: secol după secol s-au reprodus aceleași forme artistice, s-au utilizat aceleași tehnici și aceleași materiale.
Statuile faraonilor sau ale marilor demnitari nu reprezintă trupul real ci mai degrabă ele proiectează o imagine ideală a unui om aflat într-o comuniune permanentă cu zeii și deci aflat într.o stare de har divin. De aici rezultă caracterul solemn al statuilor egiptene, senzația de măreție pe care aceasta o produce privitorului. 
Deși artistul egiptean preferă să reprezinte profiluri umane, atunci când configurează chipul uman el respectă o convenție impusă de credințele sale religioase. Omul răposat trebuie să privească fie spre apus, spre lumea de dincolo — spre împărăția lui Osiris, fie spre răsărit, spre lumea de aici unde răsare zeul-soare Ra.
De-a lungul timpului s-au lucrat în Egiptul antic poate zeci de mii de statui de bronz, piatră, lemn, aur— întotdeauna pictate. Artistul egiptean acorda culorilor o semnificație anume, culorile fiind de fapt simboluri religioase. Roșul era o culoare negativă, aceasta fiind culoarea zeului SETH, zeul deșertului lipsit de viață și de acea zeul morții, al răului și totodată al dezordinii. Verdele, culoarea vieții vegetale și de aceea culoarea bucuriei și tinereții era închinată zeului Osiris, zeu al reînvierii și a nemuririi ce stăpânea lumea de dincolo. Tot astfel, culoarea neagră avea aceeași semnificație — negrul fiind culoarea pământului fertil al Nilului – fluviu, care, prin revărsările sale, asigura “reînvierea“ veșnică a Egiptului an după an și garanta puterea și prosperitatea țării. Albastrul era culoarea cerului și a zeului acestuia Amon. Galbenul reprezenta aurul, un material prețios simbol al nemuririi zeilor și de aceea avea un caracter sacru, el fiind destinat numai în reprezentările zeilor și faraonilor. Albul—simbol al purității și bucuriei era culoarea coroanei Egiptului de Jos.
Vechii egipteni au produs obiecte  de artă pentru a servi în scopuri funcționale.Artiștii au aderat la forme artistice și iconografice, care au fost dezvoltate în Vechiul Regat, în urma unui set strict de principii care au rezistat influenței străine și   schimbării interne. Standardele artistice presupuneau linii simple, forme și zone plate de culoare combinate cu proiecția plană caracteristică figurilor fără indicări spațiale - a creat un sentiment de ordine și echilibru într-o compoziție. Imaginile și textele erau gravate pe  morminte și zidurile templului, sicrie, stele  și chiar statui. Paleta lui  Narmer, de exemplu, afișează figuri care pot fi citite ca hieroglife.Din cauza normelor rigide care au guvernat,  aspectul său este extrem de stilizat si simbolic, vechea artă egipteană  servind unor scopuri politice și religioase cu precizie și claritate. Artizanii egipteni foloseau  piatra pentru a sculpta statui și reliefuri fine, dar  foloseau lemnul ca un substitut ieftin și ușor de sculptat. Vopsele erau  obținute din minerale precum fier ( roșu și galben ocru ), minereuri de cupru ( albastru și verde )  funingine sau cărbune ( negru ), și calcar ( alb ). Vopselele  putea fi amestecate cu gumă arabică ca un liant și presate, care  puteau fi umezite cu apă atunci când era nevoie. Faraonii  foloseau arta  pentru a înregistra victoriile în lupte, decretele regale   și scenele religioase. Cetățenii de rând au avut acces la piese de artă funerară, cum ar fi statuile shabti și cărți ale morților, care au crezut că-i protejau în viața de apoi.
În timpul Regatului Mijlociu, modele de lemn sau lut care descriu scene din viața de zi cu zi a devenit  populare în morminte Într-o încercare de a dubla activitățile care le trăiesc în viața de apoi, aceste modele arătau muncitori, case, bărci   și formațiuni   militare, fiind reprezentări  ale unei vieți de apoi ideale. Evenimentele se reflectau în schimbarea atitudinilor culturale sau politice. După invazia Hyksoșilor în a doua perioadă intermediară, fresce  minoice   au fost găsite la Avaris. Cel mai elocvent exemplu ale unei schimbări   politice în forme artistice provine din perioada Amarna, unde figurile au fost radical modificate pentru a se conforma ideilor religioase revoluționare ale  lui Akhenaton. Acest stil, cunoscut sub numele de  arta Amarniană, a fost rapid și complet ștearsă după moartea lui Akhenaton și înlocuită cu formele tradiționale.

### Arhitectura

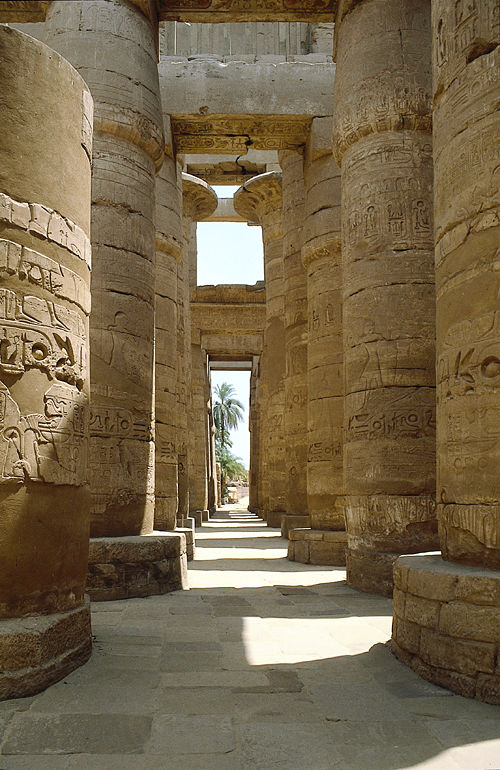
Sala Hypostyla, din templul de la Karnak

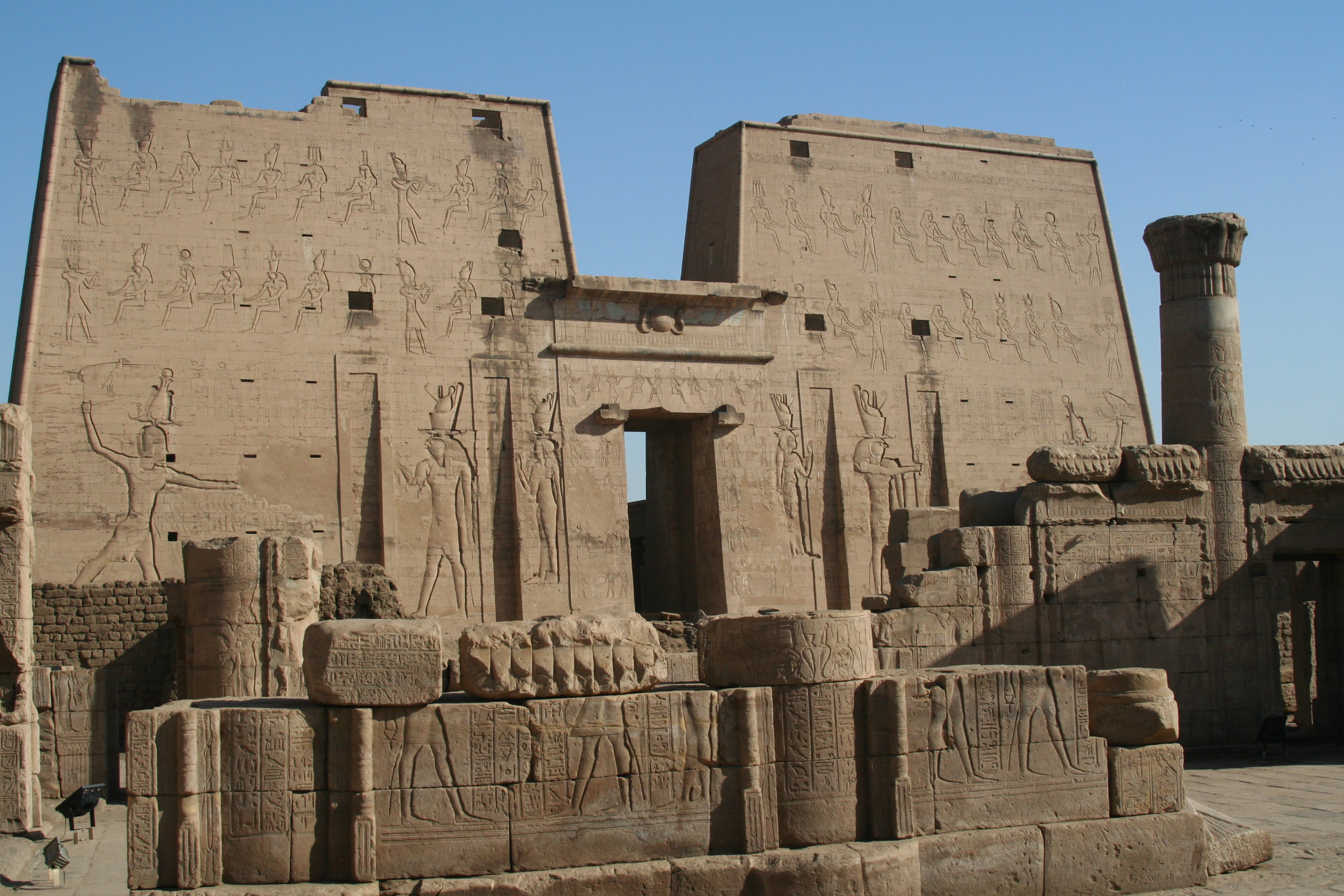
Templul lui Horus

Arhitectura Egiptului antic include  unele dintre cele mai renumite structuri din lume: de la Marile Piramide din Giza la  templele de la Teba. Au fost organizate proiecte  de construcții finanțate de către stat pentru scopuri religioase și comemorative, dar, de asemenea, pentru a consolida puterea   faraonului. Vechii egipteni au fost constructori calificați, folosind unelte simple, dar eficiente și instrumente de reparare, arhitecții  putând construi mari structuri de piatră cu acuratețe și precizie. Locuințele interne ale egiptenilor de rând cât și ale nobililor, erau construite din materiale perisabile, cum ar fi chirpici și lemn, care  nu au supraviețuit. Țăranii trăiau în case simple, în timp ce palatele de elita au fost structuri mai elaborate din cărămizi. Câteva au supraviețuit ca palatele din Noul Regat , cum ar fi cele din Malkata și Amarna, ce arată zidurile și podele bogat decorate, sculptate și pictate cu scene de oameni, păsări, bazine de apă, divinități, desene și modele geometrice. Structuri importante, cum ar fi templele și mormintele erau  destinate să reziste pentru totdeauna, fiind construite din piatră în loc de cărămizi. Prima clădire din piatră de mari dimensiuni a fost complexul mortuar al faraonului Djoser. Cele mai vechi  temple egiptene conservate, cum ar fi cele de la Giza, constau în săli   simple, închise cu dale de acoperiș susținute de coloane. În Regatul Nou, arhitecții au adăugat coloane înalte, curtea deschisă și sălile hipostile-încăperi mari  cu plafonul susținut de coloane, fiind un stil  standard  până în perioada greco-romană.  Cea mai veche și mai populară arhitectură funerară în Vechiul Regat a fost Mastaba, o structură dreptunghiulară plată construită din cărămizi. Piramida lui Djoser este o serie de mastabale stivuite una peste alta. Piramidele au fost construite în Regatul Vechi și Regatul Mijlociu, dar faraonii din Regatul Nou le-au abandonat, în favoarea mormintelor tăiate în piatră.

### Religia

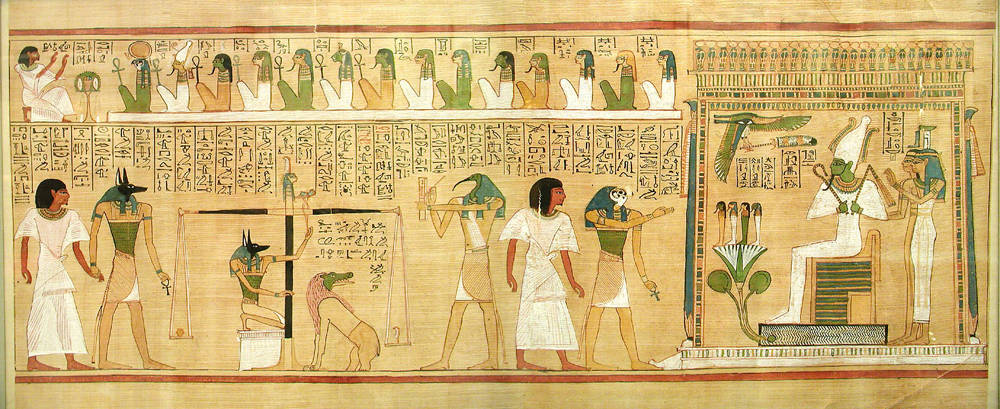
Cartea Mortilor-Judecata de Apoi

Reprezentarile astronomice

Religia vechilor egipteni era politeistă, iar numărul zeităților de ordinul sutelor.
Religia egipteană a  fost o succesiune de credințe ale poporului egiptean începând din perioada predinastică  până la apariția creștinismului și islamismului în perioada greco-romană. Ritualurile se făceau sub conducerea preoților sau vracilor (folosirea magiei fiind pusă însă la îndoială).
Toate animalele înfățișate și venerate în artă, scrierile și religiile Egiptului Antic (pentru peste 3000 de ani) sunt originare din Africa. 
Templele erau centrul așezărilor egiptene, servind ca centre administrative, școli, biblioteci și folosite și în scopuri religioase.
Credințele în zei și în viața de apoi s-au înrădăcinat în civilizația Egiptului antic de la începuturile sale, regulile faraonilor  fiind bazate  pe dreptul divin al acestora. Panteonul egiptean a fost populat de zei care au avut puteri supranaturale și erau convocați în ajutor sau pentru  protecție. Cu toate acestea, zeii nu au fost întotdeauna priviți ca binevoitori. Și Egiptenii credeau că furia acestora  trebuia  să fie atenuată cu ofrande și rugăciuni. Structura acestui panteon s-a schimbat în continuu, adăugând noi zeități ce au fost promovate în ierarhie, dar preoții nu a făcut nici un efort pentru a organiza   miturile  și poveștile contradictorii într-un sistem coerent. Aceste concepții diferite ale divinității nu au fost considerate de ei ca fiind contradictorii, ci mai degrabă privite ca  perspective din mai multe fațete ale realității.
Zeii erau venerați în   templele de cult  administrate de preoți care acționau  în numele regelui. În centrul templului se afla statuia de cult al zeului într-un altar. Templele nu erau locuri de cult publice   și numai în anumite zile de sărbătoare statuia zeului era   scoasă din altar pentru venerare publică. Altarul zeului era izolat de lumea exterioară și  accesibilă numai funcționarilor templului. Cetățenii  se puteau   închina statuilor din  casele lor  și amuletelor ce ofereau protecție împotriva forțelor rele.   După Regatul Nou, rolul  Faraonului ca un intermediar spiritual a fost tot mai ignorat, trecându-se la  venerarea directă a zeilor. Ca rezultat, preoți au dezvoltat un sistem de oracole pentru a comunica voința zeilor direct prin oameni.
Egiptenii credeau că fiecare ființă umană era  compusă din componente   fizice și spirituale. Fiecare  persoană avea pe lângă corp  o SWT (umbră), un BA (personalitate sau suflet), un  KA (forța vitală)  și un Ren (nume). Inima, și nu  creierul, era considerată  organul de gânduri  și emoții. După moarte, spiritul se  elibera din trup și putea umbla în voie  , dar era necesară păstrarea   rămășițelor fizice (sau un substitut, cum ar fi o statuie), ca o locuință permanentă. Scopul final al decedatului a fost de a se alătura lui KA și BA și pentru a  deveni   un "binecuvântat mort", ce trăiește   pe un ANKH. Pentru ca acest lucru să se întâmple, defunctul avea  să fie judecat printr-un proces, în care  inima persoanei era cântărită pe balanța justiției față de pana din capul lui Ma'at.  Dacă se consider  demn, decedatul   putea să-și continue existența   pe pământ în formă spirituală.

### Obiceiurile funerare

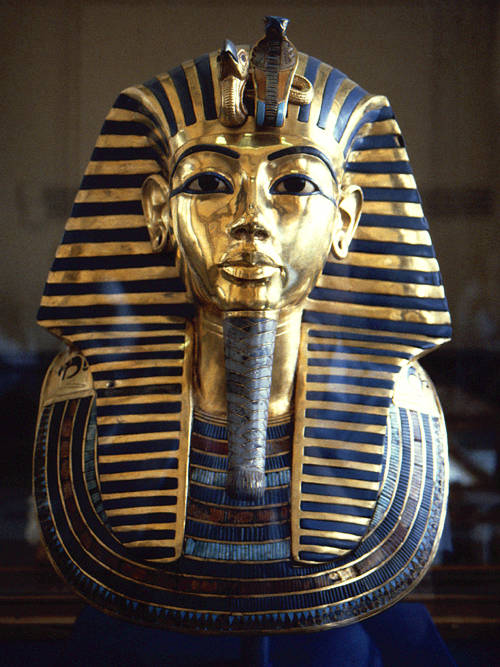
Masca lui Tut

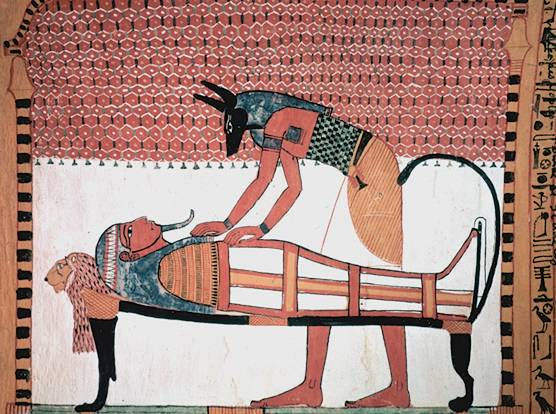
Deschiderea gurii

Vechii egipteni au menținut un set elaborat de obiceiuri  funerare, crezând că erau   necesare pentru a asigura nemurirea după moarte. Păstrarea corpului pentru mumificare, efectuarea   ceremoniilor funerare și de înhumație cu bunurile  persoanei decedate îi puteau folosi în viața de apoi.  Înainte de Vechiul Regat, trupurile erau îngropate în gropi săpate în deșert care se conservau natural  prin uscare.În condiții aride, deșertul a  fost un avantaj în întreaga istorie a Egiptului antic pentru mormintele   celor săraci, care nu își puteau permite pregătirile de înmormântare elaborate și disponibile pentru elita de nobili. Egiptenii bogați au început să-și îngroape morții în morminte de piatră și să le mumifice  artificial,   implicând îndepărtarea organelor interne, ambalarea trupului   în bandaje îmbibate cu rășină, și îngropându-l într-un sarcofag de piatra dreptunghiulară  sau într-un sicriu de lemn. Începând cu dinastia a IV-a, unele părți au fost păstrate separat în borcane canopice .
Din Regatul Nou, vechii egipteni au perfecționat arta   mumificării, care dura  70 zile și  implica  îndepărtarea organelor interne, scoaterea creierul prin nas cu un cârlig   și umpleau corpul cu o soluție de sare de natron. Inima era lăsată în corp deoarece egiptenii credeau că aceasta este cea care păstra sufletul (Ka).După aceea toate organele interne erau puse în vase canopice acoperite ce urmau a fi îngropate împreună cu corpul. Corpul era apoi lăsat la uscat timp de 40 zile,  apoi era din nou spălat cu vin și amestecuri de mirodenii, după care se înfășura în bandaje umede și apoi era uscat, prin acest proces se obținea garanția că trupul defunctului își va păstra forma și dimensiunile sale. Îmbălsămatorii adăugau apoi uleiuri aromate, parfumuri și bijuterii pe corp,  amulete protectoare inserate între straturi, după care era pus în cosciug și îngropat.
Practicile de conservare  au scăzut în epocia   Ptolemeilor și cea Romană, în timp ce accentul era pus pe aspectul exterior al mumiei, care era  decorat.  
Egiptenii bogați erau  îngropați  cu cantități  mari de produse de lux. Începând din Regatul Nou, cărțile decedaților erau  incluse în mormânt,  împreună cu statui shabti  care erau considerate a fi servitori ce vor efectua muncile  pentru decedat în viața de apoi. După înmormântare, rudele în viață erau așteptate să aducă ocazional alimente la mormânt și să recite rugăciuni în numele persoanei decedate.

## Medicina, tehnologia și știința

### Tehnologia

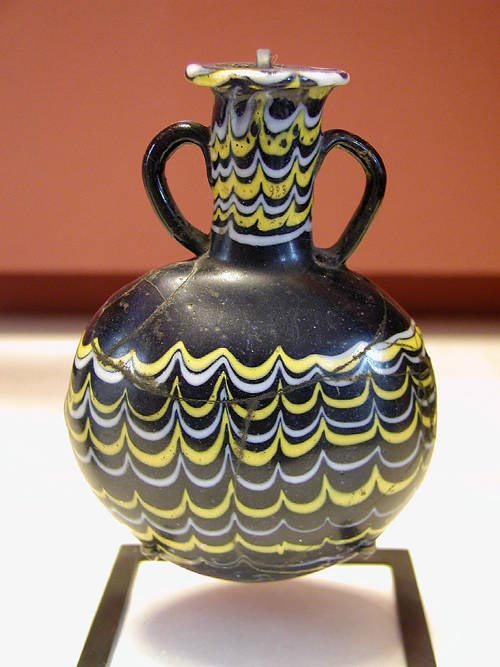
Vas din sticla egiptean

În tehnologie, medicină și matematică, Egiptul antic a realizat un standard relativ ridicat de productivitate și sofisticare.  Empirismul tradițional, după cum reiese din papirusul găsite de Edwin Smith în 1930 și datând, cu aproximație, din 1600 î.Hr., este primul creditat în Egipt.
Egiptenii au creat propriul lor alfabet și utilizau sistemul zecimal.
Chiar înainte de Vechiul Regat, egiptenii antici au dezvoltat un material sticlos cunoscut asemănător cu faianța. Acest material a fost folosit pentru confecționarea de mărgele, gresie, figurine etc. Printr-o anume tehnică, egiptenii au produs un pigment cunoscut sub numele de „albastru egiptean”, produs prin topirea siliciului și cuprului, precum și a unui alcalin, natronul ((carbonat de sodiu decahidrat), ulterior măcinat și folosit ca pigment. 
Vechii egipteni au produs o mare varietate de obiecte din sticlă cu mare pricepere, dar nu este clar dacă ei au dezvoltat procesul   independent. Este neclar dacă acele obiecte au fost produse  din sticlă brută sau pur și simplu importau lingouri gata făcute, pe care le-au topit și prelucrat. Obiectele respective puteau fi produse într-o gamă variată de culori, inclusiv galben, roșu, verde, albastru, violet, alb, iar  sticla putea fi transparentă sau opacă.

### Medicina

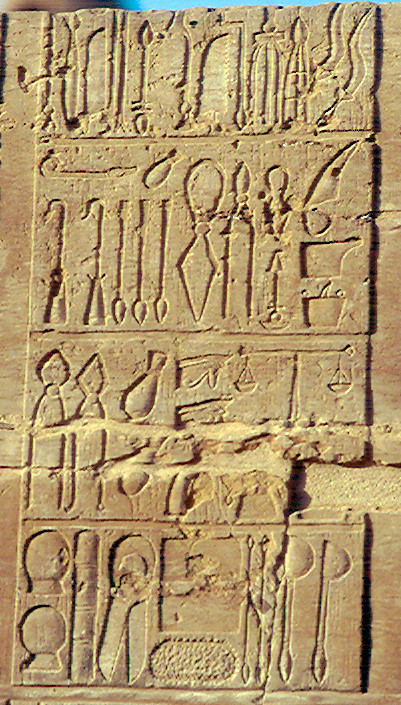
Instrumente medicale

Cunoștințele și experiența egiptenilor antici în domeniul medical erau foarte avansate pentru acea perioadă. Ei efectuau intervenții chirurgicale, tratau fracturi și aveau cunoștințe farmaceutice. Dovezi din analiza mumiilor arată un nivel ridicat de profesionalism în lucrul cu corpul uman, din moment ce mumiile au rămas intacte și după  complicate înlăturări de organe. În plus nivelul până la care se mergea în procesul de mumificare al persoanelor importante arată faptul că aceștia aveau cunoștințe incredibile de anatomie.
Problemele medicale ale vechilor egipteni derivau direct din mediul lor. Viață și munca aproape de Nil au adus pericolele de malarie și  paraziți, care au   dăunat ficatului și intestinelor. Fauna sălbatica periculoasa, cum ar fi crocodilii și hipopotamii au fost, de asemenea, o amenințare comună. Munca pe tot parcursul vieții în agricultură și construcție a dăunat  coloanei vertebrale și  articulațiilor, precum și leziuni traumatice din construcții și război  ce au avut  repercusiuni semnificative asupra organismului. Pietrișul și nisipul din făină le-au zgâriat dinții, lăsându-i susceptibili  abceselor (deși cariile erau rare).  
Dietele celor bogați erau bogate în zaharuri, care a promovat boala parodontală. În ciuda portretelor în care îi prezentau pe decedați din clasa superioară ca fiind suplii și bine făcuți fizic, mumiile indică un exces de greutate  ce atesta efectele unei vieți în care au consumat în exces. Speranța de  viață a unui adult era   de aproximativ 35 de ani pentru bărbați și 30 de ani pentru femei, dar a ajunge la maturitate era dificil, aproximativ o treime din populație murind în copilărie.
Medicii egipteni erau renumiți în Orientul Apropiat antic pentru abilitățile lor de vindecare, iar unii, cum ar fi Imhotep, a rămas celebru mult timp după moartea lor.  Herodot a remarcat că a existat un grad ridicat de specializare în rândul medicilor egipteni, ca unii se specializau sa trateze fie capul sau stomacul, în timp ce alții tratau fie ochii, fie dinții. Instruirea   medicilor avea loc la instituția Per Ankh sau "Casa Vieții" cu sediul în Per-Bastet în timpul Noului Regat și la Abydos și Sais în perioada târzie. Papirusurile medicale atesta o cunoaștere empirică de anatomie, în leziuni și tratamente practice.  
Rănile erau tratate cu bandaj cu carnea crudă, pânză albă, plase și tampoane îmbibate cu miere pentru a preveni infecția,  în timp ce opiu de cimbru și Belladona erau utilizate pentru a calma durerea. Cele mai vechi înregistrări de tratament pentru  arsuri descrie pansamente îmbibate cu laptele de la mamele de bebeluși de sex masculin. Rugăciunile erau făcute zeiței Isis. Săruri de pâine mucegăită, miere și cupru au fost, de asemenea, folosite pentru a preveni infecția de la murdărie în arsuri.   Usturoiul și ceapa au fost folosite în mod regulat pentru a promova starea bună de sănătate și pentru a diminua simptomele de astm. Chirurgii egiptene coseau rănile, stabileau oasele rupte  și amputau  membrele bolnave, dar au recunoscut că unele leziuni erau atât de grave încât nu puteau face nimic altceva decât sa asigure confort pacientului până survenea  decesul.

### Construcțiile navale

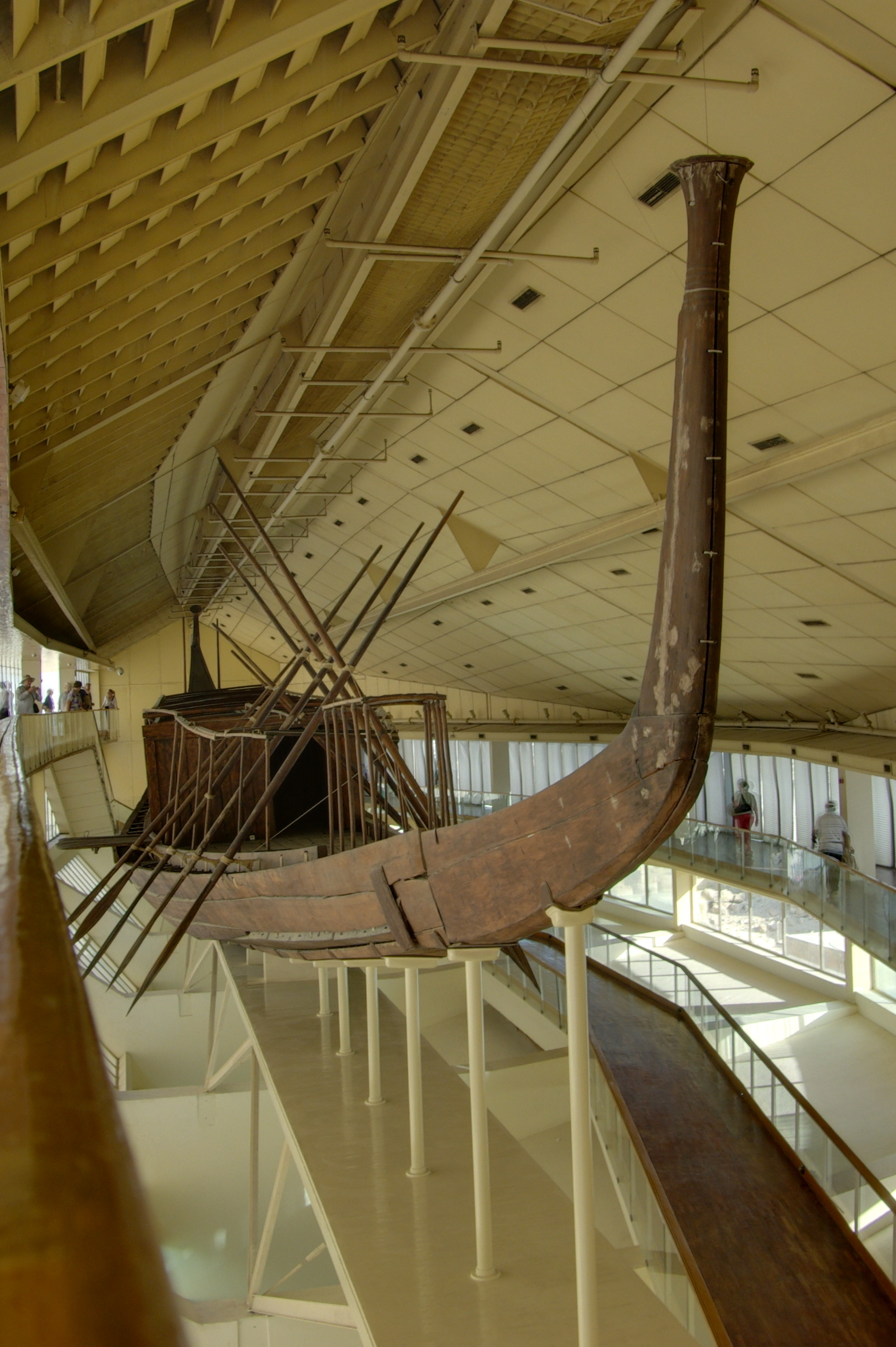
Corabia lui Khufu

Egiptenii  timpurii știau cum să adune scândurile de lemn pentru a construi corăbiile, stăpânind tehnici avansate de construcții navale încă din 3000 î.en.. Cele mai vechi corăbii descoperite sunt cunoscute sub numele de bărcile de la  Abydos. Acestea sunt un grup de 14 corăbii descoperite în Abydos, care au fost construite din scânduri de lemn "cusute" împreună. Descoperit de egiptolog David O'Connor de la Universitatea New York,    curelele țesute s-au dovedit a fi fost folosite pentru a bate scândurile laolaltă ,iar  între plăcile de lemn se umplea cu   stuf  sau iarba   pentru a sigila cusăturile.  În ciuda abilitații egiptenilor  de a construi bărci foarte mari pentru a naviga ușor de-a lungul Nilului, nu au fost cunoscuți ca    marinari buni și nu se angajau  în navigație pe scară largă sau în  transportul maritim în Marea Mediterană sau Marea Rosie.

### Sisteme de calcul

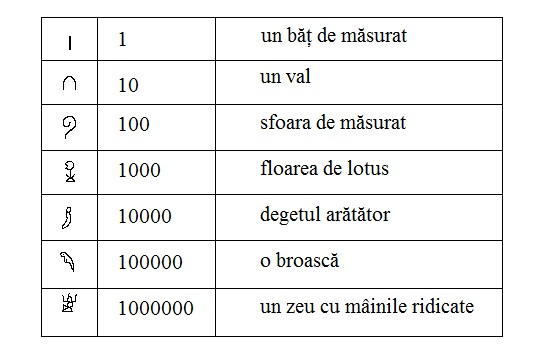
Cele 7 simboluri de bază

Papirusurile descoperite arată că egiptenii, spre deosebire de greci care s-au preocupat de studiul matematicii abstracte, erau legați de rezolvarea unor probleme de aritmetică legate exclusiv de practică. Sistemul de numerație folosit de ei era zecimal și pozițional, dar nu în accepția actuală. "Cifrele" folosite se obțineau prin compunerea a șapte simboluri de bază.
Metoda folosită se bazează pe teorema care spune că orice număr poate fi scris ca o sumă a puterilor lui 2. Egiptenii nu aveau o dovadă în acest sens și nici nu-i interesa s-o obțină. Știau că metoda este bună și o aplicau. Totuși, noi ne putem permite să scriem:
{\displaystyle 41=1x2^{0}+0x2^{1}+0x2^{2}+1x2^{3}+0x2^{4}+1x2^{5},\,}
respectiv:
{\displaystyle 59=1x2^{0}+1x2^{1}+0x2^{2}+1x2^{3}+1x2^{4}+1x2^{5}.\,}

## Moștenire

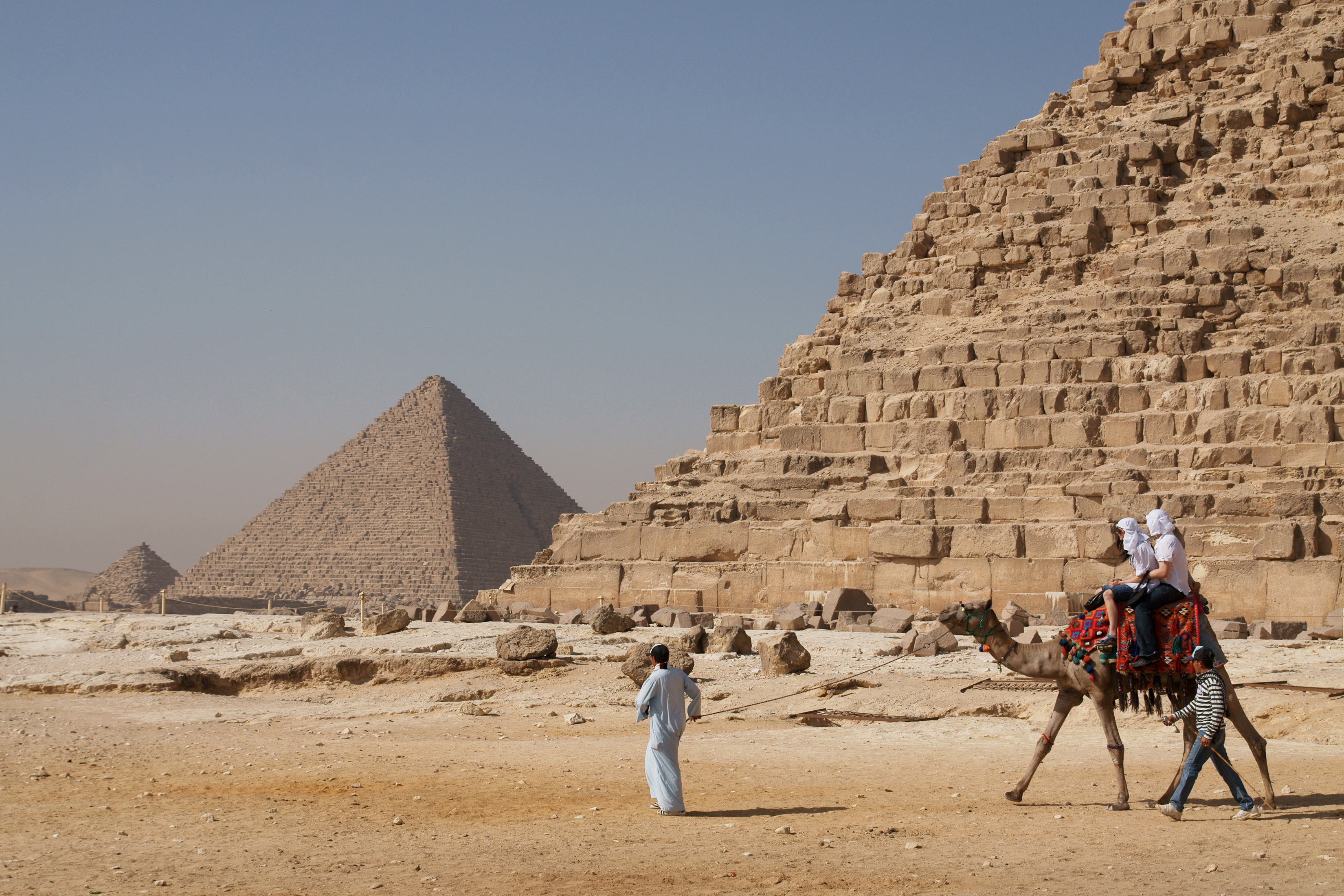
Turiști vizitând piramidele

Cultura și monumentele   Egiptului antic au lăsat o moștenire durabilă asupra lumii. Cultul zeiței Isis, de exemplu, a devenit popular în Imperiul Roman, fiind gravată pe  obeliscuri și alte relicve ce au fost transportate   la Roma.   Romanii, de asemenea, importau materiale de construcții din Egipt pentru a ridica structuri în stil egiptean. Istorici timpurii, cum ar fi Herodot, Strabon sau  Diodor din Sicilia au studiat și au scris despre modul de viață al egiptenilor.
În timpul Evului Mediu și Renașterii, cultura păgână egipteană a fost în declin după răspândirea creștinismului și mai târziu a Islamului, dar interesul pentru  antichitatea egipteană a continuat în scrierile  savanților medievali, cum ar fi Dhul-Nun Al-Misri și al-Maqrizi.  În secolele al XVII-lea și al XVIII-lea, cetățenii europeni și turiștii au adus    antichități din Egipt și au scris povești despre călătoriile lor, ceea ce duce la un val numit Egiptomania în Europa. Colecționarii au achiziționat  multe antichități importante. 
Deși colonizarea europeană a  Egiptului a distrus o parte semnificativă a moștenirii istorice a țării, unii străini au deschis interesul pentru studiul istoriei. Napoleon, de exemplu, a inițiat primele studii în egiptologie, când a adus aproximativ 150 de oameni de știință și artiști care să studieze istoria Egiptului.  
În secolul XX, guvernul egiptean și arheologii au recunoscut deopotrivă importanța respectării culturale și integrității în săpături. Consiliul Suprem al Antichităților aprobă  și supraveghează toate săpăturile, care au ca scop găsirea de informații decât căutare de comori. Consiliul supraveghează, de asemenea, muzeele și programele de reconstrucție a  monumentelor concepute pentru a păstra moștenirea istorică a  Egiptului.